# Volo Malaysia Airlines 370
Il volo Malaysia Airlines 370 era un collegamento aereo internazionale della Malaysia Airlines fra l'aeroporto Internazionale di Kuala Lumpur, in Malaysia, e l'aeroporto di Pechino-Capitale, in Cina. Il giorno 8 marzo 2014, il volo, operato da un Boeing 777-200ER, scomparve dai sistemi di localizzazione e venne dato per disperso con un comunicato ufficiale dalla Malaysia Airlines.
L'ultima comunicazione con l'equipaggio risale a circa 38 minuti dopo il decollo, mentre l'aeroplano sorvolava il Mar Cinese Meridionale. Pochi minuti dopo, il volo sparì dai radar del controllo di volo, ma continuò ad essere tracciato da radar militari per un'altra ora, mentre deviava verso ovest rispetto al suo piano di volo. Uscì dalla portata dei radar circa 200 miglia nautiche (370 km) a nordovest dell'isola di Penang.
La ricerca del velivolo, che divenne la più costosa della storia dell'aviazione, si concentrò inizialmente nel Mar Cinese Meridionale e nel Mare delle Andamane, prima che l'analisi delle comunicazioni automatizzate del Boeing con un satellite Inmarsat identificasse un possibile sito di incidente da qualche parte nell'Oceano Indiano meridionale. La mancanza di informazioni ufficiali nei giorni immediatamente successivi alla scomparsa suscitò feroci critiche da parte del pubblico cinese, in particolare da parte dei parenti dei passeggeri, poiché la maggior parte delle persone a bordo del volo 370 era di origine cinese. Numerosi detriti marini, confermati poi essere parti dell'aeromobile, vennero trovati sull'isola di Riunione e al largo delle coste del Madagascar tra il 2015 e il 2016. Durante una ricerca triennale in 120 000 chilometri quadrati di oceano, il relitto non venne mai localizzato. Il Joint Agency Coordination Centre, responsabile delle operazioni, sospese le attività a gennaio 2017. Anche una seconda ricerca dell'Ocean Infinity, una società americana di esplorazione marina, avviata a gennaio 2018 e durata sei mesi, si concluse senza successo.
Basandosi principalmente sull'analisi dei dati del satellite Inmarsat con cui il velivolo comunicò prima di sparire, l'Australian Transport Safety Bureau (ATSB) propose inizialmente che un evento di ipossia fosse stato la causa più probabile alla luce delle prove disponibili, sebbene non vi fosse alcun consenso tra gli investigatori. In varie fasi dell'indagine, vennero considerati possibili scenari di dirottamento, incluso il coinvolgimento dell'equipaggio, e possibili merci non autorizzate nella stiva. Il rapporto finale del Ministero dei trasporti della Malaysia del luglio 2018 fu inconcludente, ma evidenziò gli inutili tentativi dei controllori del traffico aereo malese di comunicare con il velivolo poco dopo la sua scomparsa. In assenza di una causa definitiva, le raccomandazioni e le normative per la sicurezza del settore del trasporto aereo che citano il volo 370 furono destinate principalmente a prevenire una ripetizione di tali circostanze. Queste inclusero una maggiore durata della batteria del localizzatore subacqueo, l'allungamento dei tempi di registrazione delle scatole nere e nuovi standard per la segnalazione della posizione dell'aeromobile in volo sopra l'oceano.
Con la perdita di tutte le 239 persone a bordo, il volo 370 è il secondo incidente con più vittime che coinvolge un Boeing 777 e il secondo nella storia di Malaysia Airlines, dietro al volo MH17 in entrambe le categorie. Malaysia Airlines si trovava in una crisi economica, che peggiorò per la diminuzione delle vendite di biglietti dopo la scomparsa del volo 370 e l'abbattimento del volo 17; la compagnia aerea venne nazionalizzata prima della fine del 2014. Il governo malese ricevette critiche significative, soprattutto dalla Cina, per non aver divulgato tempestivamente le informazioni durante le prime settimane di ricerca. La scomparsa del volo 370 portò all'attenzione pubblica i limiti del tracciamento degli aeromobili e dei loro registratori di volo, inclusa la questione relativa alla durata limitata della batteria dei localizzatori subacquei, un problema che era stato sollevato circa quattro anni prima in seguito alla scomparsa del volo Air France 447 ma che non aveva mai visto apportata nessuna modifica. In risposta alla scomparsa del volo 370, l'Organizzazione internazionale dell'aviazione civile (ICAO) adottò nuovi standard per la segnalazione della posizione degli aeromobili in mare aperto e per l'estensione dei tempi di registrazione per i registratori vocali della cabina di pilotaggio; inoltre, a partire dal 2020, i nuovi aeromobili progettati devono disporre di modalità di recupero dei registratori di volo, o delle informazioni che contengono, prima che il velivolo si inabissi.

## Sequenza temporale degli eventi

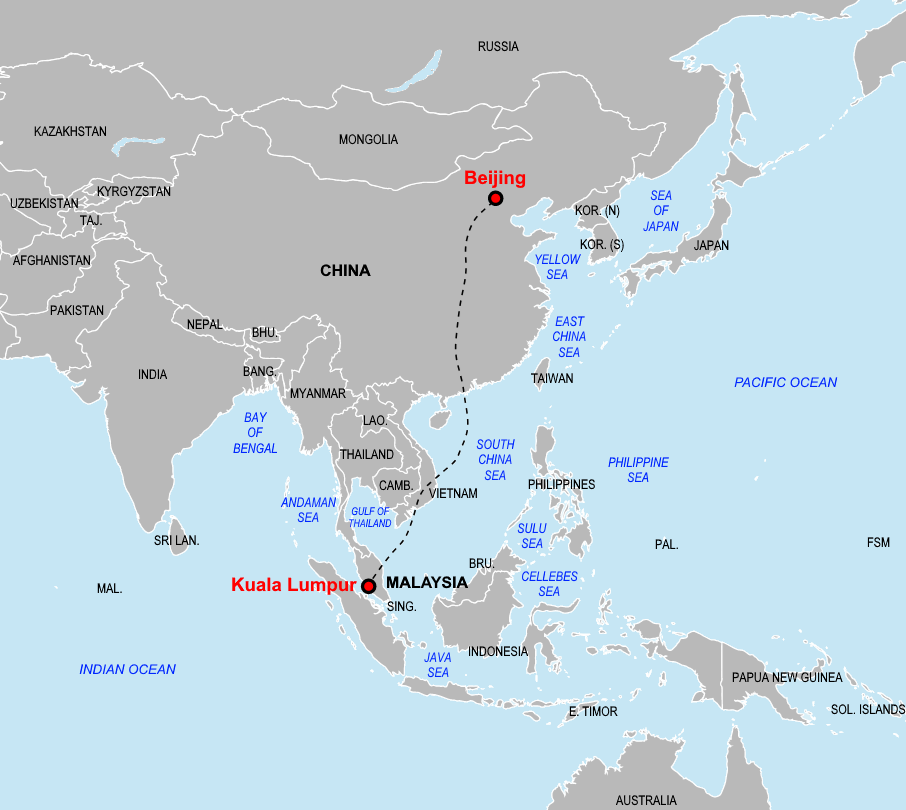
Un'ampia veduta di una parte della regione asiatica, con evidenziata la rotta che l'MH370 avrebbe dovuto seguire.

L'aeromobile, un Boeing 777-200ER di Malaysia Airlines, ebbe l'ultimo contatto radio con il controllo del traffico aereo alle 01:19 MYT dell'8 marzo (17:19 UTC, 7 marzo), mentre si trovava sopra al Mar Cinese Meridionale, meno di un'ora dopo il decollo. Scomparve dagli schermi radar dei controllori del traffico aereo alle 01:22 MYT, ma venne nuovamente rintracciato da radar militari di una base dell'aeronautica malese mentre deviava verso ovest dalla sua rotta pianificata e attraversava la penisola malese; nonostante ciò, l'aereo non fece scattare alcun allarme e nessun caccia si alzò in volo. Uscì dal raggio dei radar militari alle 02:22, mentre si trovava sopra al Mare delle Andamane, 200 miglia nautiche (370 km) a nord-ovest dell'isola di Penang, nella Malaysia nord-occidentale.
La ricerca del velivolo, frutto di sforzi internazionali, divenne la più costosa nella storia dell'aviazione. Iniziò nel golfo del Siam e nel Mar Cinese Meridionale, dove era stato rilevato l'ultimo segnale emesso dall'aereo su radar di sorveglianza secondari, e fu presto estesa allo stretto di Malacca e al Mare delle Andamane. L'analisi delle comunicazioni tra l'aeromobile e la rete satellitare Inmarsat concluse che l'aereo era rimasto in volo fino alle 08:19 e si era diretto a sud, sopra l'Oceano Indiano meridionale, sebbene non sia mai stato possibile determinare la posizione precisa. L'Australia assunse l'incarico di coordinare la ricerca in quell'area il 17 marzo. Il 24 marzo, il governo malese osservò che la posizione finale determinata dalle comunicazione satellitari era lontana da ogni possibile sito di atterraggio e riferì che "il volo MH370 si è concluso nell'Oceano Indiano meridionale". Dall'ottobre 2014 al gennaio 2017, una ricerca su oltre 120000 km² di fondale marino, a circa 1800 km a sud-ovest di Perth, nell'Australia occidentale, non rilevò alcuna traccia del velivolo. Numerosi frammenti furono trovati tra la spazzatura marina sulla costa africana e su alcune isole nell'Oceano Indiano, al largo della costa africana. I primi, scoperti il 29 luglio 2015 all'isola di Riunione, vennero tutti confermati essere parti del volo MH370. La maggior parte del velivolo non è mai stata localizzata, generando molte teorie sulla sua scomparsa.
Il 22 gennaio 2018 iniziò una ricerca condotta dalla società americana di esplorazione marina Ocean Infinity, intorno a 35,6°S 92,8°E, il sito di inabissamento più probabile secondo studi pubblicati nel 2017, che si concluse senza risultati. Il governo malese pubblicò un rapporto finale relativo al volo 370 nel luglio 2018. Viene riportato che, prima della sparizione, né l'equipaggio né i sistemi di comunicazione automatici dell'aeromobile trasmisero segnali di soccorso, indicazioni di maltempo o problemi tecnici. Venne analizzata, ma poi esclusa, la possibile implicazione di due passeggeri iraniani che viaggiavano con passaporti rubati. Continuando ad indagare sul fattore umano come causa dell'incidente, la polizia malese identificò il comandante come principale sospettato, dopo aver escluso tutti gli altri a bordo. Il segnale dall'unità dati satellitare dell'aeromobile (SDU) venne perso tra le 01:07 e le 02:03; la SDU si collegò nuovamente, questa volta alla rete di comunicazione satellitare Inmarsat, alle 02:25, tre minuti dopo che l'aereo aveva lasciato il raggio di azione del radar. Sulla base dell'analisi delle comunicazioni satellitari, il 777 virò verso sud dopo essere passato a nord di Sumatra e proseguì per sei ore, precipitando e inabissandosi all'esaurimento del carburante.

## Dettagli

### Aeromobile

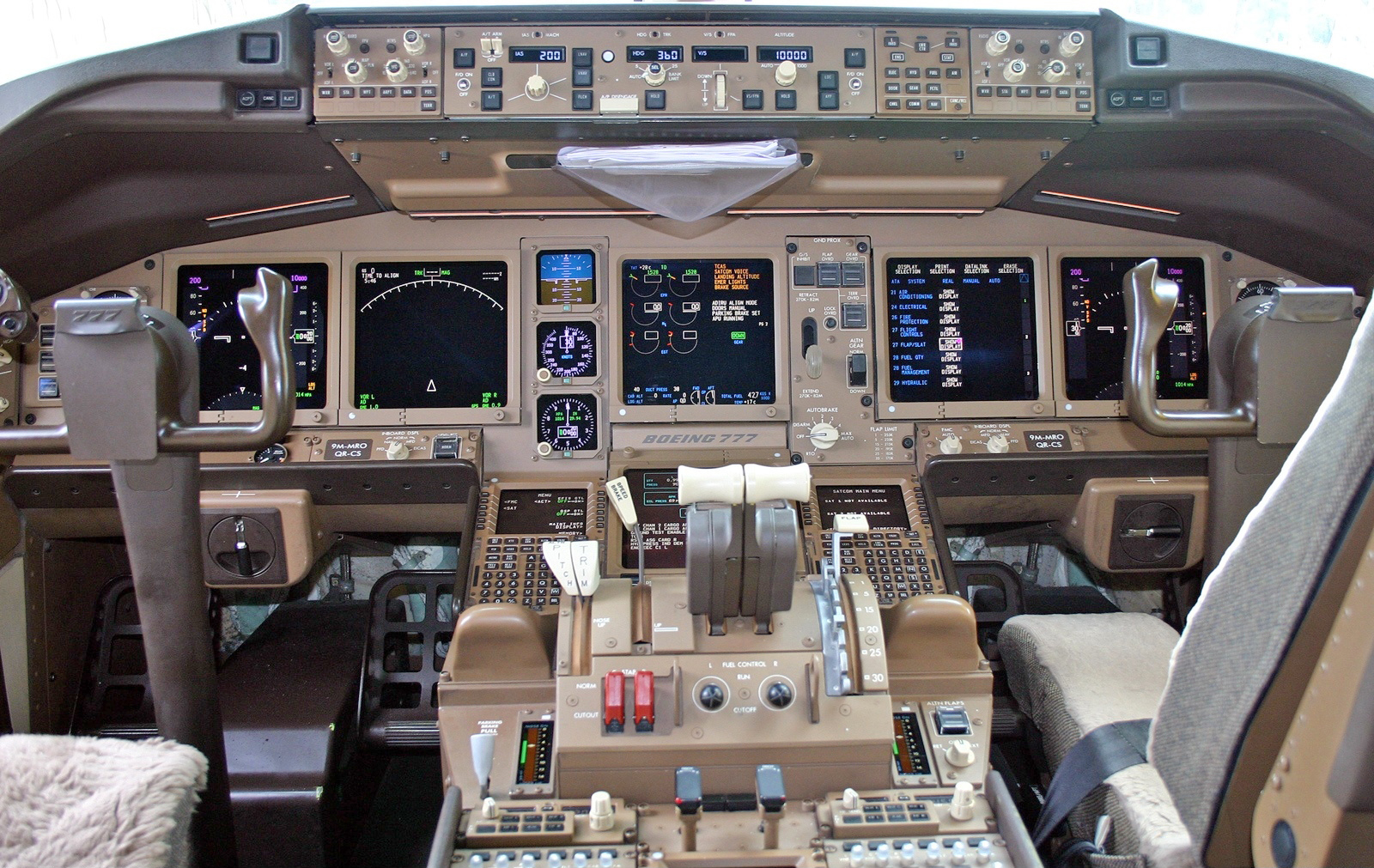
La cabina di pilotaggio del Boeing 777 coinvolto nell'incidente.

L'aeromobile che operava il volo 370 era un Boeing 777-2H6ER, marche 9M-MRO, numero di serie 28420; costruito nell'aprile 2002, venne consegnato a Malaysia Airlines il 31 maggio dello stesso anno. Era spinto da due motori turboventola Rolls-Royce Trent 892B-17 ed era il 404º 777 costruito dall'azienda statunitense. Il velivolo venne sottoposto alla normale manutenzione il 23 febbraio, 12 giorni prima del volo 370, negli hangar dell'aeroporto Internazionale di Kuala Lumpur, e non fu rilevata alcuna anomalia. Al momento della sparizione, il velivolo aveva circa 12 anni e aveva accumulato 53 465 ore di volo in 7 525 cicli di decollo-atterraggio.
Lo stesso Boeing 9M-MRO fu coinvolto il 9 agosto 2012 in un incidente all'aeroporto di Shanghai-Pudong: durante la fase di rullaggio, l'aereo urtò con la punta dell'ala destra la coda di un Airbus A340-600 di China Eastern Airlines, marche B-6050. L'ala si danneggiò così gravemente da rendere necessaria la sua sostituzione.
Il Boeing 777, introdotto sul mercato nel 1994, ha eccellenti livelli di sicurezza. Dal suo primo volo commerciale nel giugno 1995, ha subito solo altri sei gravi incidenti che sono terminati con la demolizione del velivolo: 
- il volo British Airways 38, nel 2008[19];
- un incendio nella cabina di pilotaggio del volo EgyptAir 667 parcheggiato all'aeroporto internazionale del Cairo, nel 2011[20][21];
- l'incidente del volo Asiana Airlines 214, nel 2013, in cui persero la vita tre persone[22];
- il volo Malaysia Airlines 17, abbattuto da un missile terra-aria nei cieli ucraini, nel quale morirono tutte le 298 persone a bordo, nel luglio 2014[23][24];
- il volo Emirates 521, schiantatosi durante l'atterraggio all'aeroporto internazionale di Dubai, nell'agosto 2016[25];
- un incendio del trattore che stava trainando l'aeromobile durante la fase di pushback, che ha compromesso irrimediabilmente anche la struttura del 777.[26]

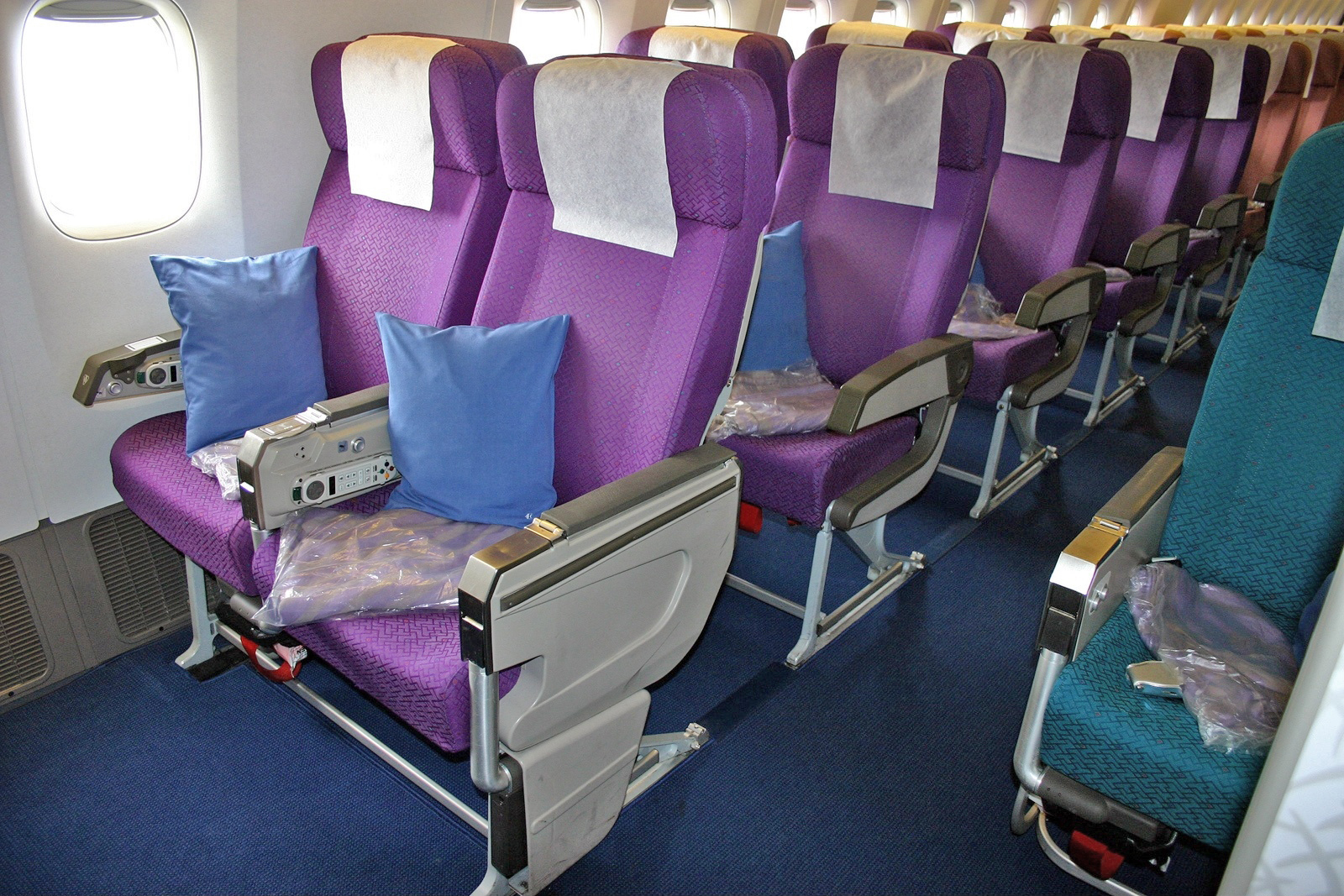
Economy class del Boeing 777 9M-MRO (2004).

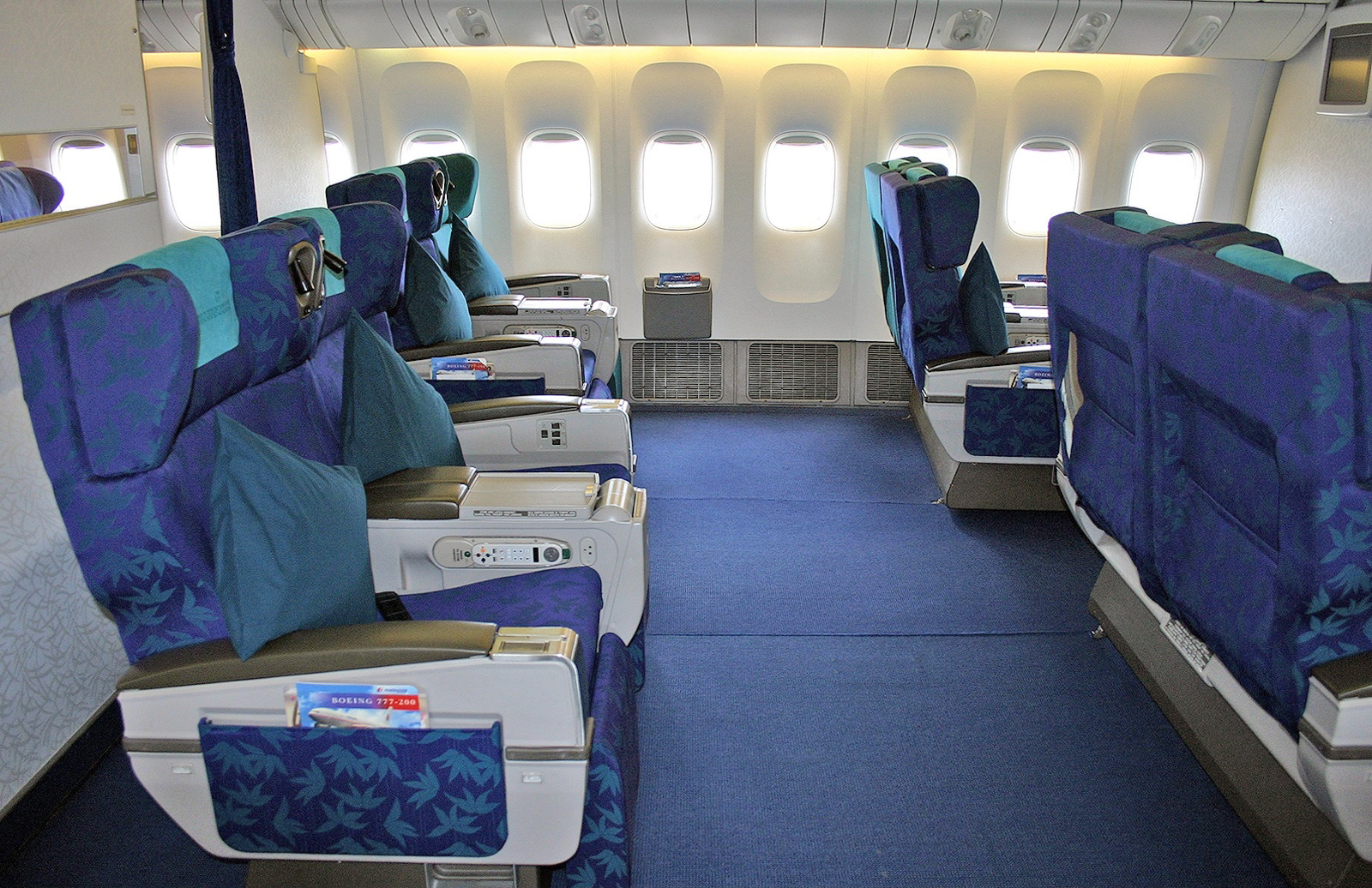
Business Class del Boeing 777 9M-MRO (2004).

L'aeromobile trasportava 12 membri dell'equipaggio, tutti malesi, e 227 passeggeri provenienti da 14 nazioni diverse. Il giorno della scomparsa, Malaysia Airlines rilasciò i nomi e le nazionalità degli occupanti, in base al manifesto di volo. L'elenco venne successivamente modificato per includere due passeggeri iraniani che viaggiavano con passaporti rubati.

### Equipaggio
Tutti e dodici i membri dell'equipaggio - due piloti e dieci assistenti di cabina - erano cittadini malesi.
- Il comandante era Zaharie Ahmad Shah, un 53enne di Penang. Entrò in Malaysia Airlines come cadetto nel 1981 e, dopo l'addestramento e la licenza di pilota commerciale, diventò secondo ufficiale nel 1983. Nel 1991 venne promosso a comandante di Boeing 737-400, nel 1996 di Airbus A330-300 e infine, nel 1998, di Boeing 777-200. Dal 2007 era istruttore ed esaminatore nei processi di type rating, ed aveva un totale di 18 365 ore di volo.[31][32]
- Il primo ufficiale era Fariq Abdul Hamid, dell'età di 27 anni. Entrò in Malaysia Airlines come cadetto nel 2007; dopo essere diventato secondo ufficiale nei Boeing 737-400, venne promosso a primo ufficiale nella stessa tipologia di aereo nel 2010, per poi passare agli Airbus A330-300 nel 2012. Nel novembre 2013 iniziò ad addestrarsi come primo ufficiale nei Boeing 777-200; quello avrebbe dovuto essere il suo ultimo ciclo di addestramento, in quanto il suo esame era programmato per il volo successivo. Aveva accumulato 2 763 ore di volo.[33][34]

### Passeggeri
Dei 227 passeggeri, 153 erano cinesi; tra di essi un gruppo di 19 artisti, accompagnati da sei membri della famiglia e quattro membri dello staff, di ritorno da una mostra calligrafica dei loro lavori a Kuala Lumpur; 38 passeggeri erano malesi. I restanti provenivano da dodici paesi diversi. Venti passeggeri, dodici dei quali provenivano dalla Malaysia e otto dalla Cina, erano impiegati della Freescale Semiconductor.
Tramite un accordo del 2007 con Malaysia Airlines, Tzu Chi (un'organizzazione buddista internazionale) inviò immediatamente squadre appositamente addestrate a Pechino e in Malaysia per fornire assistenza psicologica alle famiglie dei passeggeri. La compagnia aerea mandò anche una propria squadra di operatori sanitari e di volontari, accettando di sostenere le spese per portare le famiglie coinvolte a Kuala Lumpur e di fornire loro alloggio, assistenza medica e consulenza. Complessivamente, 115 parenti di passeggeri cinesi si recarono a Kuala Lumpur. Altri scelsero di rimanere in Cina, temendo di sentirsi troppo isolati in Malaysia.

## Il volo e la scomparsa

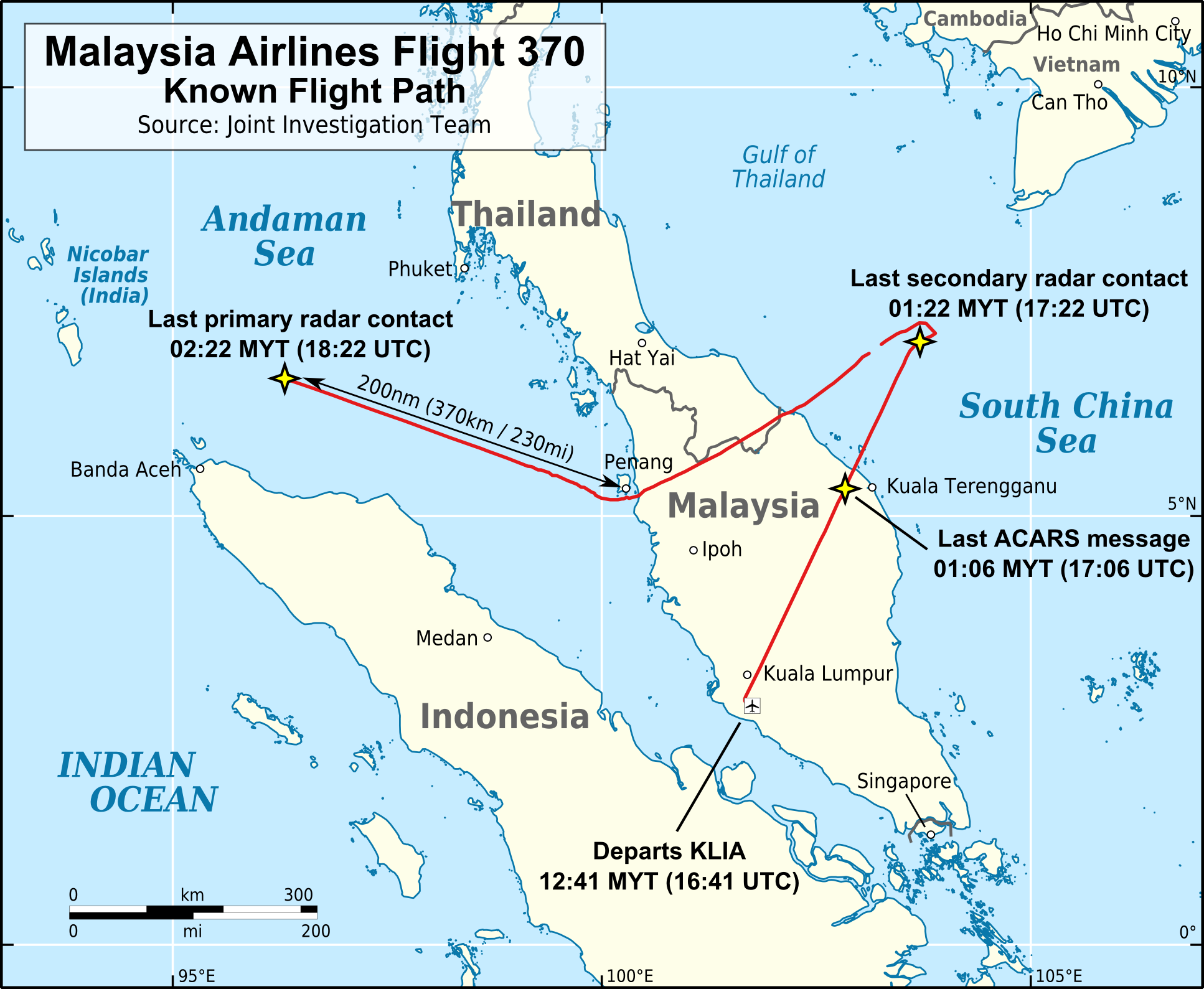
La rotta del volo MH 370 conosciuta secondo i radar primari (militari) e secondari (civili)

L'8 marzo 2014, il volo Malaysia Airlines 370 era uno dei due voli giornalieri operati dalla Malaysia Airlines dal suo hub, l'aeroporto Internazionale di Kuala Lumpur, in Malaysia, verso l'aeroporto di Pechino-Capitale, in Cina, con partenza alle 00:35 UTC+8 e arrivo previsto per le 06:30 UTC+8.
La durata prevista del viaggio era di 5 ore e 34 minuti; per rimanere in volo per tale lasso di tempo, al Boeing 777 erano necessari circa 37 200 kg (82 000 lb) di carburante. Il velivolo ne aveva imbarcati 49 100 kg (108 200 lb), quantità con cui avrebbe potuto rimanere in volo per 7 ore e 31 minuti. Il combustibile era quindi sufficiente nel caso di una deviazione verso aeroporti alternati, l'aeroporto di Hangzhou-Xiaoshan e l'aeroporto di Nanchino, che ne avrebbe richiesto, rispettivamente, 4 800 kg (10 600 lb) o 10 700 kg (23 600 lb).

### La partenza
Alle 00:42 MYT, il volo 370 decollò dalla pista 32R di Kuala Lumpur e fu autorizzato dal controllore del traffico aereo (ATC) a salire alla quota di 18 000 piedi (5 500 m) attraverso un percorso diretto verso il punto di navigazione IGARI (situato a 06°56'12" N 103°35'06" E). L'analisi del registratore vocale determinò che il primo ufficiale aveva dialogato con l'ATC quando il velivolo era a terra, mentre durante le varie fasi del volo era stato il comandante a condurre le comunicazioni radio. Poco dopo il decollo, il volo venne trasferito dall'ATC dell'aeroporto al Lumpur Radar, sulla frequenza 132,6 MHz. L'ATC per la Penisola malese e per le acque adiacenti è fornito dal Centro di controllo di area (ACC) di Kuala Lumpur; Lumpur Radar è il nome della frequenza utilizzata per il traffico aereo in rotta. Alle 00:46, il Lumpur radar autorizzò il volo 370 a salire al livello di volo 350, ovvero all'altitudine di 35 000 piedi (11 000 m). Alle 01:01, l'equipaggio riferì di aver raggiunto il livello previsto, e lo confermò nuovamente alle 01:08.

### Perdita di comunicazione
L'ultima trasmissione automatizzata dell'aeromobile fu un rapporto di posizione inviato alle 01:06 MYT utilizzando il protocollo ACARS (Aircraft Communications Addressing and Reporting System). Tra i dati forniti in questo messaggio c'era la quantità di carburante totale rimanente, 43 800 kg (96 600 lb). L'ultima comunicazione verbale al controllo del traffico aereo fu alle 01:19:30, quando il comandante Zaharie riferì la transizione dal Lumpur Radar all'ACC di Ho Chi Minh:
Volo 370: "Good night. Malaysian three seven zero." (traduzione: Buonanotte. Malaysian 370.)»
L'equipaggio avrebbe dovuto contattare il controllore del traffico aereo di Ho Chi Minh durante il passaggio nello spazio aereo vietnamita, appena a nord del punto in cui i contatti furono persi. L'ATC di Ho Chi Minh, non ricevendo comunicazioni dal volo 370, tentò di contattarlo a sua volta, senza ricevere risposta. Il comandante di un altro velivolo tentò di comunicare con l'equipaggio del volo 370 poco dopo l'01:30, utilizzando la frequenza di IAD (International Air Distress), per trasmettere la richiesta di contatto controllore del traffico aereo vietnamita; il pilota disse di essere stato in grado di stabilire una comunicazione, ma di aver sentito solo "borbottii" e rumori statici. Le chiamate fatte al cockpit del volo 370 alle 02:39 e alle 07:13 rimasero senza risposta, ma furono ricevute dalla SDU dell'aeromobile.

### Radar
Alle 01:20:31 MYT, il Boeing 777 venne osservato sul radar di Kuala Lumpur mentre superava il punto di navigazione IGARI (06°56'12" N 103°35'06" E) sopra il golfo della Thailandia; cinque secondi dopo, il simbolo del mode S del volo scomparve dagli schermi radar. Alle 01:21:13, il volo 370 sparì quasi contemporaneamente sia dal radar di Kuala Lumpur che dal radar di Ho Chi Minh, che riferì di averlo visto vicino al waypoint BITOD (07°15'24" N, 104°07'06" E). Il controllo del traffico aereo utilizza, di base, un radar secondario, che si basa sui segnali emessi dai transponder degli aeroplani; il transponder del volo 370 non trasmise più segnali dopo le 01:21. Gli ultimi dati trasmessi indicavano che l'aereo stava volando all'altitudine di crociera di 35 000 piedi (11 000 m) ed alla velocità di 471 nodi (872 km/h) TAS. C'erano poche nuvole in cielo e né pioggia né fulmini si trovavano nelle vicinanze. Le analisi successive stimarono che il volo aveva 41 500 kg (91 500 lb) di carburante quando scomparve dal radar secondario.
Il volo MH370 continuava ad essere mostrato dal radar militare della Malaysia; l'aereo virò a destra e poi a sinistra in direzione sud-ovest. Dalle 01:30:35 alle 01:35:00, il radar mostrò il Boeing a 35 700 piedi (10 900 m) su una rotta di 231°, con una velocità di 496 nodi (919 km/h) TAS. Il volo continuò sopra la penisola malese, oscillando tra i 31 000 piedi (9 400 m) e i 33 000 piedi (10 000 m) di altitudine. Un radar dell'aeroporto di Ismail Petra, con una portata di 60 nmi (110 km), effettuò quattro rilevamenti di un velivolo non identificato tra le 01:30:37 e le 01:52:35; le tracce di tale aeromobile erano "coerenti con quelle dei dati militari". Alle 01:52, il volo 370 venne rilevato passare appena a sud dell'isola di Penang. Da lì, sorvolò lo stretto di Malacca, passando vicino al waypoint VAMPI e a Pulau Perak alle 02:03, dopo di che volò lungo la l'aerovia N571 verso i waypoint MEKAR, NILAM e probabilmente IGOGU. L'ultimo rilevamento noto, in un punto ai limiti del radar militare malese, avvenne alle 02:22, 10 miglia nautiche (19 km) dopo il waypoint MEKAR e 247,3 miglia nautiche (458,0 km) a nord-ovest dell'aeroporto di Penang, ad un'altitudine di 29 500 piedi (9 000 m).
I paesi interessati furono riluttanti nel rilasciare le informazioni raccolte dai loro radar militari, a causa della volontà di non rivelare le loro capacità strategiche. L'Indonesia, in possesso di un sistema radar di allerta precoce, non registrò alcun velivolo con il codice transponder utilizzato dal volo 370, nonostante l'aeromobile potesse aver volato vicino o sopra la punta settentrionale di Sumatra. Il radar militare indonesiano rintracciò il volo 370 agli inizi, quando era ancora in rotta verso il waypoint IGARI, prima dello spegnimento del transponder, ma non fornì mai informazioni su successive eventuali rilevazioni. Anche la Thailandia e Il Vietnam rilevarono il volo 370 sui radar prima che il dispositivo smettesse di funzionare. I simboli di posizione per il codice utilizzato dal volo 370 scomparvero dopo lo spegnimento del transponder e non dopo un suo guasto, si ritiene. Il vice ministro dei trasporti vietnamita, Pham Quy Tieu, dichiarò che il Vietnam aveva avvistato il volo 370 tornare indietro verso ovest, e che i loro operatori avevano informato le autorità malesi due volte lo stesso giorno, l'8 marzo. Il radar militare thailandese rilevò un aereo che avrebbe potuto essere il volo 370, ma non si sa a che ora venne effettuato l'ultimo contatto radar, e il segnale non includeva dati identificativi. Inoltre, il volo non venne rilevato dal sistema convenzionale australiano o dal suo sistema radar a lungo raggio over-the-horizon JORN (che ha una portata ufficiale di 3000 km); quest'ultimo non era in funzione nella notte della scomparsa.

### Ripresa della comunicazione satellitare
Alle 02:25 MYT, il sistema di comunicazione satellitare dell'aeromobile inviò un messaggio di "richiesta di accesso", il primo dopo la trasmissione ACARS delle 01:07, che venne trasmesso via satellite a una stazione terrestre, entrambi gestiti dalla società di telecomunicazioni satellitari Inmarsat. Dopo aver effettuato l'accesso alla rete, l'unità satellitare a bordo del 777 rispose alla richiesta di stato oraria di Inmarsat e a due telefonate provenienti da terra, alle 02:39 e alle 07:13, che non ricevettero invece risposta dalla cabina di pilotaggio. L'ultimo scambio di informazioni ACARS avvenne alle 08:10, circa 1 ora e 40 minuti dopo l'arrivo previsto a Pechino. Il Boeing inviò una richiesta di accesso alle 08:19:29, seguita, dopo una risposta dalla stazione di terra, da un messaggio di "riconoscimento di accesso" alle 08:19:37. Questo è l'ultimo dato disponibile dal volo 370. Il velivolo non rispose alla richiesta di stato di Inmarsat delle 09:15.

### Reazioni del controllo del traffico aereo

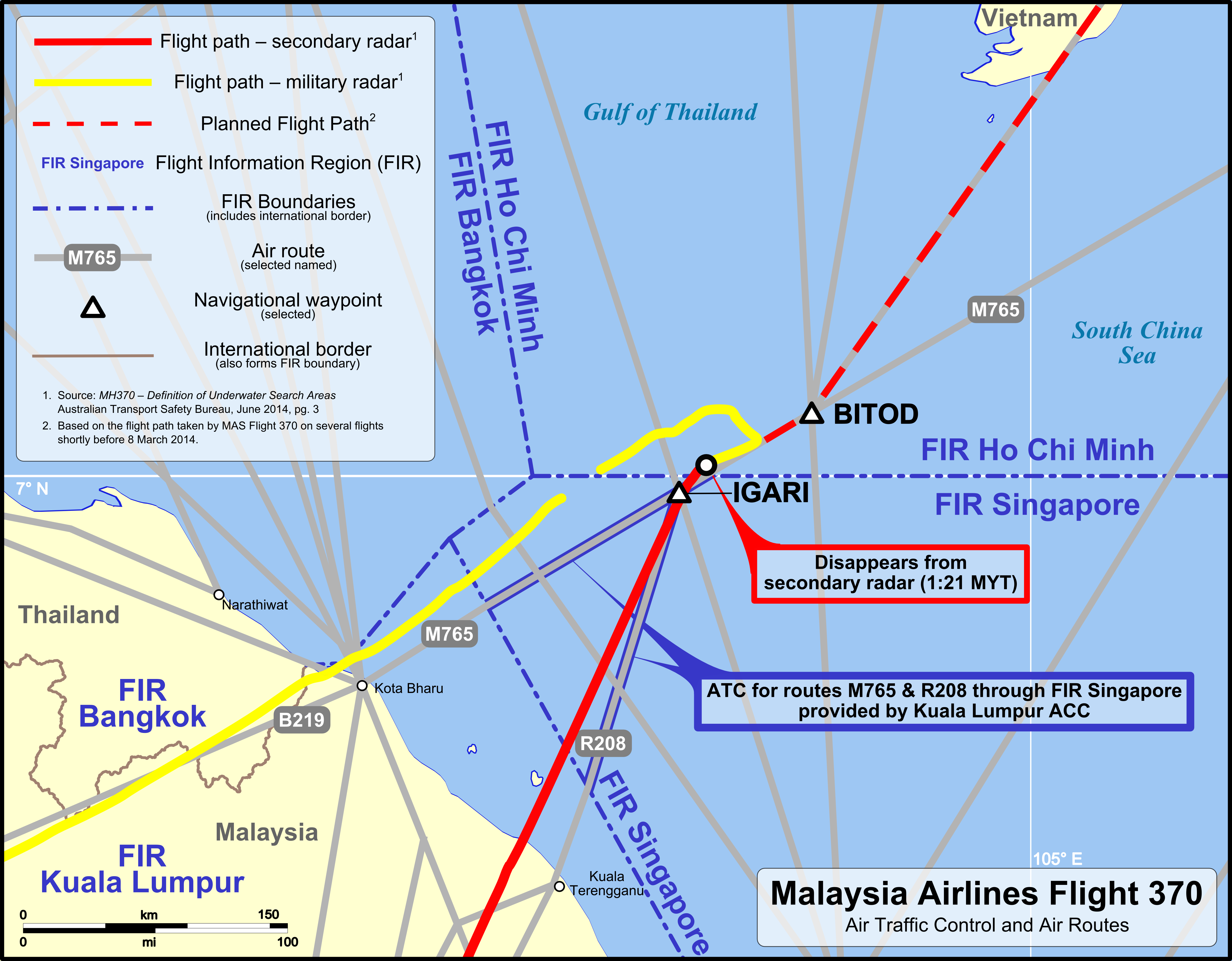
Informazioni di volo nelle vicinanze di dove il Boeing 777 è scomparso dal radar secondario.

Alle 01:38 MYT, il centro di controllo di area (ACC) di Ho Chi Minh contattò il centro di controllo di area di Kuala Lumpur per chiedere dove si trovasse il volo 370 e per informarli che non avevano stabilito una comunicazione radio con lo stesso, rilevato l'ultima volta dal radar vicino al waypoint BITOD. I due centri si scambiarono altre quattro chiamate nei successivi 20 minuti, senza mai avere nuove informazioni.
Alle 02:03, l'ACC di Kuala Lumpur trasmise all'ACC di Ho Chi Minh le informazioni ricevute dal centro operativo della Malaysia Airlines, ovvero che il volo 370 si trovava nello spazio aereo cambogiano. Quindi, l'ACC di Ho Chi Minh contattò l'ACC di Kuala Lumpur due volte negli otto minuti seguenti chiedendo conferma che il volo si trovasse nello spazio aereo della Cambogia. Alle 02:15, il supervisore presso l'ACC di Kuala Lumpur interrogò il centro operativo della Malaysia Airlines, che disse di stare scambiando segnali con il volo 370 e che questo era nello spazio aereo cambogiano. L'ACC di Kuala Lumpur contattò quello di Ho Chi Minh, chiedendo se la traiettoria prevista per il volo 370 passasse attraverso lo spazio aereo cambogiano. L'ACC di Ho Chi Minh rispose che il volo 370 non sarebbe dovuto entrare in quello spazio aereo, e che aveva già contattato l'ACC di Phnom Penh (che controlla lo spazio aereo cambogiano), e anch'esso non aveva comunicazioni con il volo 370. L'ACC di Kuala Lumpur contattò quindi il centro operativo della Malaysia Airlines alle 02:34, chiedendo informazioni sullo stato della comunicazione; venne informato che il volo 370 era in condizioni normali sulla base dei dati scambiati con l'aeromobile, e che si trovava a 14°54'N 109°15'E. Successivamente, un altro aereo della Malaysia Airlines (il volo 386 diretto a Shanghai) tentò, su richiesta dell'ACC di Ho Chi Minh, di contattare il volo 370 sulla frequenza del radar Lumpur, l'ultima frequenza con cui il volo 370 aveva preso contatto con il controllo del traffico aereo della Malaysia, e sulle frequenze di emergenza. I tentativi non ebbero successo.
Alle 03:30, il centro operativo della Malaysia Airlines informò l'ACC di Kuala Lumpur che le posizioni fornite in precedenza erano "basate sulla proiezione di volo e non affidabili per il reale posizionamento dell'aereo". Nell'ora successiva, l'ACC di Kuala Lumpur contattò l'ACC di Ho Chi Minh chiedendo se avessero comunicato con i controllori cinesi. Alle 05:09, anche l'ACC di Singapore venne contattato per avere informazioni sul volo 370. Alle 05:20, un funzionario contattò l'ACC di Kuala Lumpur per richiedere informazioni sul volo 370; affermò che, sulla base delle informazioni ricevute, "MH370 non ha mai lasciato lo spazio aereo della Malaysia".
Il supervisore dell'ACC di Kuala Lumpur attivò il centro di coordinamento del Kuala Lumpur Aeronautical Rescue (ARCC) alle 05:30, più di quattro ore dopo la perdita di comunicazione con il volo 370. L'ARCC è un posto di comando, posizionato presso un centro di controllo di area, che coordina le attività di ricerca e soccorso in caso di scomparsa di un velivolo.

### Presunta scomparsa
Malaysia Airlines rilasciò un comunicato stampa alle 07:24 MYT, un'ora dopo l'orario di arrivo previsto del volo a Pechino, affermando che le comunicazioni con l'aereo erano state perse dall'ATC malese alle 02:40 e che il governo aveva avviato le operazioni di ricerca; l'orario in cui il contatto venne perso fu successivamente corretto, comunicando che si trattava delle 01:21. Né l'equipaggio né i sistemi di comunicazione dell'aeromobile avevano trasmesso richieste di soccorso, indicazioni di particolare maltempo o problemi tecnici, prima della sparizione dai radar.
Il 24 marzo, il primo ministro malese Najib Razak comparve davanti ai media alle 22:00 ora locale per rilasciare una dichiarazione relativa al volo 370, durante la quale annunciò di essere stato informato dal ramo d'inchiesta sugli incidenti aerei e da Inmarsat (il fornitore di dati satellitari) che l'ultima posizione dell'aereo, prima della sua scomparsa, era sopra l'Oceano Indiano meridionale. Poiché non vi erano luoghi dove sarebbe potuto atterrare, l'aeromobile doveva essere precipitato in mare.
Poco prima che Najib parlasse, a Pechino fu convocata una riunione di emergenza per i parenti dei passeggeri del volo 370. Malaysia Airlines annunciò che era da considerarsi scomparso e senza sopravvissuti ed allertò la maggior parte delle famiglie di persona o per telefono; alcuni ricevettero un SMS (in inglese e in cinese).
Il 29 gennaio 2015, il direttore generale del dipartimento dell'aviazione civile malese, Azharuddin Abdul Rahman, annunciò che lo status del volo 370 sarebbe stato cambiato in "incidente", in conformità con la convenzione di Chicago sull'aviazione civile internazionale, presumendo la morte di tutti i passeggeri e membri dell'equipaggio.
Il volo 370 diventò, al momento della sua scomparsa, il peggior incidente aereo nella storia della Malaysia Airlines, superando il dirottamento e lo schianto nel 1977 del volo Malaysian Airlines System 653, nel quale morirono tutti i 100 occupanti. Venne superato, solo quattro mesi dopo, dal volo Malaysia Airlines 17, operato anch'esso da un Boeing 777, abbattuto da un missile nei cieli ucraini, nel quale morirono 298 persone.

### Avvistamenti segnalati
I media riportarono diversi avvistamenti di aerei che potevano adattarsi alla descrizione del Boeing 777 scomparso. Ad esempio, il 19 marzo 2014, la CNN riferì che testimoni tra cui pescatori, un operatore di una piattaforma petrolifera e altre persone sull'atollo di Kuda Huvadhoo, alle Maldive, lo avevano avvistato. Un pescatore affermò di aver visto un aereo volare insolitamente basso al largo della costa di Kota Bharu, Malaysia; un lavoratore di una piattaforma petrolifera a 300 km a sud-est di Vung Tau, Vietnam, sosteneva di aver visto un "oggetto in fiamme" nel cielo quella mattina, una testimonianza credibile per le autorità vietnamite, che avviarono una missione di ricerca e soccorso; pescatori indonesiani riferirono di aver assistito a un incidente aereo vicino allo stretto di Malacca. Due giorni dopo, il Daily Mail di Londra riferì che "una donna malese su un volo sopra l'Oceano Indiano dichiarò di aver visto un aereo nell'acqua vicino alle isole Andamane il giorno in cui il jet scomparve". Tre mesi dopo, il Daily Telegraph riferì che una donna britannica che navigava nell'Oceano Indiano sosteneva di aver visto un aereo in fiamme.

## Le ricerche
Le attività di ricerca e soccorso iniziarono nel Sud-Est asiatico subito dopo la scomparsa del volo 370. In seguito all'analisi delle comunicazioni tra l'aeromobile e un satellite, effettuata una settimana dopo, l'area di ricerca venne spostata nell'Oceano Indiano meridionale. Tra il 18 marzo e il 28 aprile, 19 navi e 345 aeromobili militari perlustrarono una zona di oltre 4600000 km². Altri tentativi per trovare il Boeing furono effettuati tramite un'indagine batimetrica, ecoscandagliando il fondale marino, a circa 970 miglia nautiche (1 800 km) a sud-ovest di Perth, nell'Australia occidentale. Dal 30 marzo 2014, la ricerca venne coordinata dal Joint Agency Coordination Centre (JACC), un'agenzia governativa australiana istituita appositamente per coordinare gli sforzi di localizzazione e di recupero del volo 370, che coinvolse i governi malese, cinese e australiano.
Il 17 gennaio 2017, la ricerca ufficiale del volo 370, che si rivelò l'operazione di ricerca più costosa nella storia dell'aviazione, venne sospesa dopo non aver prodotto prove diverse dal ritrovamento di alcuni detriti marini sulla costa africana. Il rapporto finale dell'ATSB, pubblicato il 3 ottobre 2017, afferma che la ricerca subacquea dell'aeromobile, al 30 giugno 2017, era costata un totale di 155 milioni di dollari americani: le perlustrazioni rappresentarono l'86% dell'importo, la batimetria il 10%, e gestione del programma il 4%; la Malaysia sostenne il 58% del costo totale, l'Australia il 32% e la Cina il 10%. Il rapporto concluse che, utilizzando immagini satellitari e analisi della deriva dei detriti, la posizione dell'aereo era stata ridotta essere in un'area di 25000 km².
Nel gennaio 2018, una società privata di esplorazione marina degli Stati Uniti, Ocean Infinity, riprese le ricerche nell'area di 25000 km², utilizzando la nave norvegese Seabed Constructor. L'area di ricerca fu notevolmente ampliata nel corso delle perlustrazioni e, alla fine del maggio 2018, la nave aveva scandagliato oltre 112000 km², utilizzando otto veicoli subacquei autonomi (AUV). Il contratto con il governo malese terminò poco dopo e la ricerca si concluse senza successo il 9 giugno 2018.

### Sud-Est asiatico

L'area di ricerca iniziale nel Sud-Est asiatico.

Il centro di coordinamento per il salvataggio aeronautico di Kuala Lumpur (ARCC) venne attivato alle 05:30 MYT, quattro ore dopo la perdita di comunicazioni con l'aeromobile, allo scopo di coordinare le attività di ricerca e soccorso. Gli sforzi iniziarono nel golfo del Siam e nel Mar Cinese Meridionale. Il secondo giorno, i funzionari malesi dissero che le registrazioni indicavano che il volo 370 poteva aver virato prima di sparire dagli schermi radar; la zona di ricerca fu quindi ampliata per includere parte dello stretto di Malacca. Il 12 marzo, il capo della Royal Malaysian Air Force annunciò che un aereo non identificato, che si ritiene fosse il volo 370, aveva volato sopra la penisola malese ed era stato avvistato per l'ultima volta su un radar militare a 200 miglia nautiche (370 km) a nord-ovest dell'isola di Penang; gli sforzi di ricerca vennero ampliati al mare delle Andamane e al golfo del Bengala.

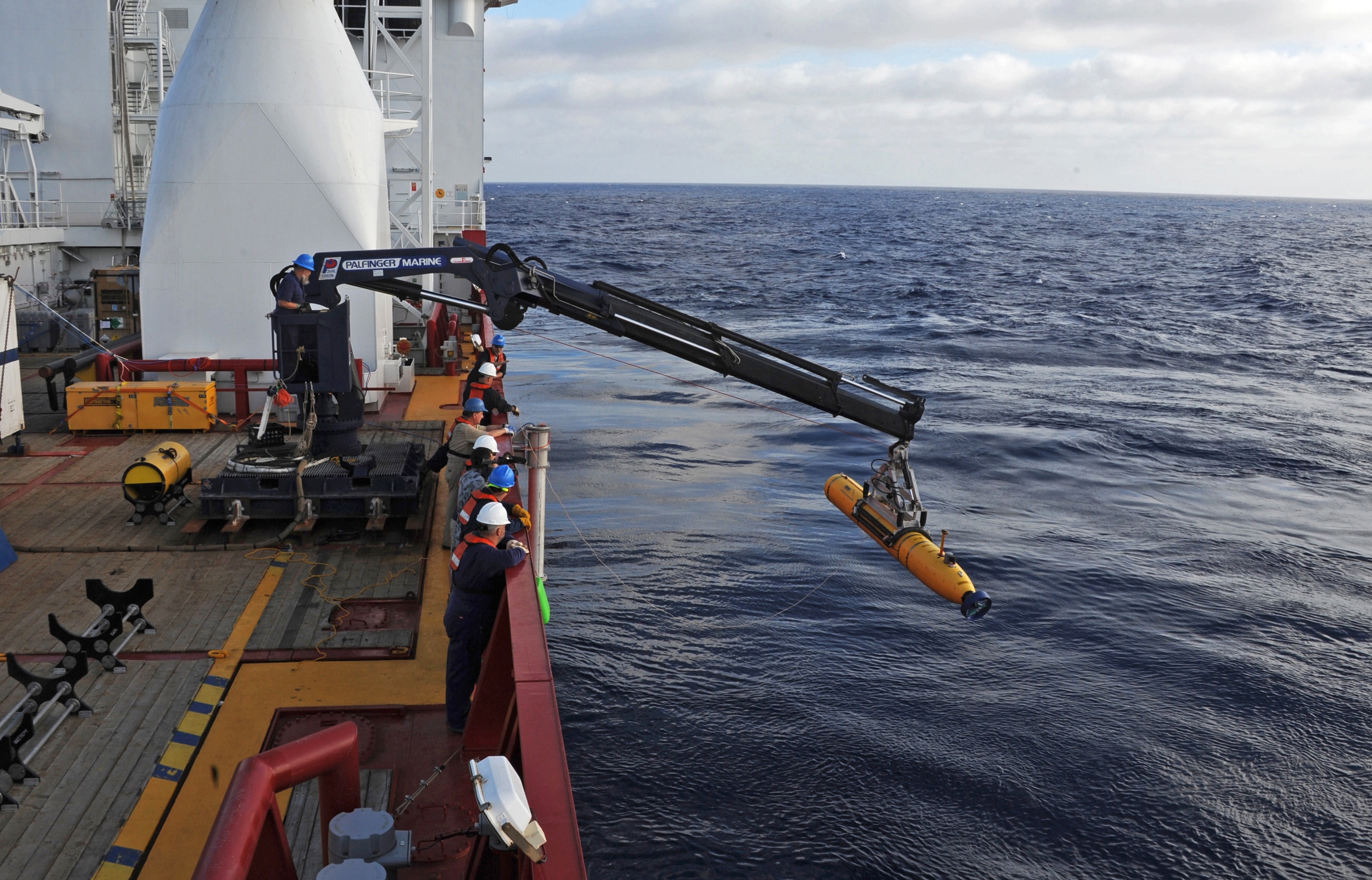
La nave ADV Ocean Shield posiziona un Autonomous Underwater Vehicle per le ricerche.

 Le registrazioni dei segnali inviati tra l'aeromobile e un satellite di comunicazione sopra l'Oceano Indiano rivelarono che l'aereo aveva continuato a volare per quasi sei ore dopo l'avvistamento finale sul radar militare malese. L'analisi iniziale di queste comunicazioni determinò che il volo 370 si trovava lungo uno dei due archi, equidistante dal satellite, all'invio dell'ultimo segnale; lo stesso giorno in cui questa analisi venne divulgata pubblicamente, il 15 marzo, le autorità annunciarono che avrebbero abbandonato gli sforzi di ricerca nel Mar Cinese Meridionale, nel golfo del Siam e nello stretto di Malacca, allo scopo di rafforzare gli sforzi sui due corridoi individuati. L'arco settentrionale, dalla Thailandia del nord al Kazakistan, fu presto escluso, poiché l'aereo avrebbe dovuto attraversare uno spazio aereo fortemente militarizzato, e quei paesi affermarono che il loro radar militare avrebbe di certo rilevato un aereo non identificato entrare nel loro spazio aereo.

### Oceano Indiano Meridionale

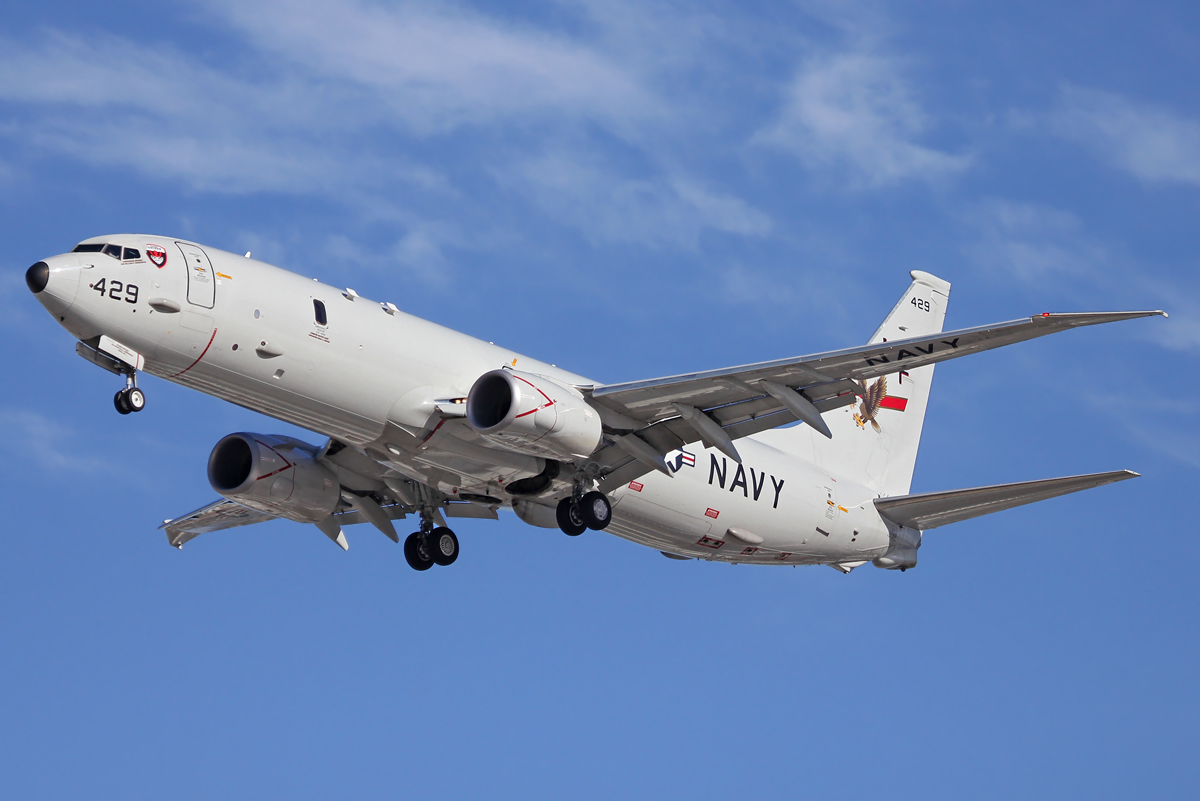
Un P-8 Poseidon della Marina degli Stati Uniti in partenza dall'aeroporto di Perth alla ricerca del volo 370, 22 marzo 2014.

Gli sforzi di ricerca si spostarono nell'Oceano Indiano meridionale, a ovest dell'Australia, all'interno delle regioni di ricerca e soccorso aeronautiche e marittime dell'Australia, estese fino a 75° E di longitudine. Di conseguenza, il 17 marzo, l'Australia accettò di dirigere le ricerche nel corridoio meridionale, da Sumatra verso l'Oceano Indiano.

#### Ricerche iniziali
Dal 18 al 27 marzo 2014, le attività si concentrarono in un'area di 305000 km² a circa 1 400 miglia nautiche (2 600 km) a sud-ovest di Perth, che il primo ministro australiano Tony Abbott affermò essere "vicino al nulla" e "rinomata per i suoi forti venti, clima inospitale, mari ostili e fondali oceanici profondi". Vennero analizzate le immagini satellitari della regione; diversi oggetti di interesse e due possibili insiemi di detriti furono identificati su fotografie realizzate tra il 16 e il 26 marzo. Nessuno di questi venne poi trovato da aerei o navi.

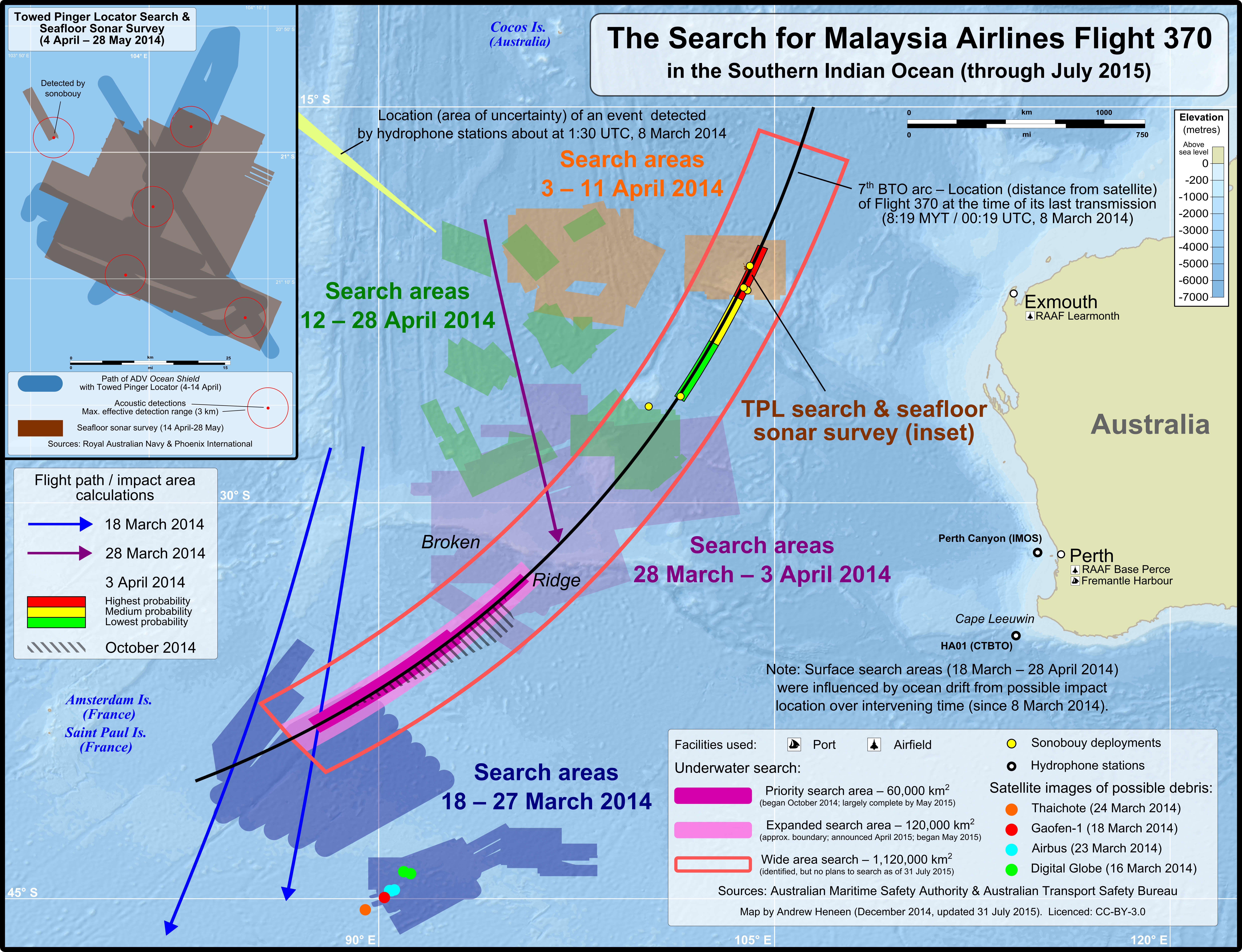
Le zone di ricerca nell'Oceano Indiano meridionale. Viene mostrato il percorso intrapreso dalla nave ADV Ocean Shield azionante un localizzatore di pinger rimorchiato, rilevatori acustici e ricerca sonar. La fase subacquea (sia la ricerca sull'area più ampia che quella nell'area prioritaria) è mostrata in rosa.

Il 28 marzo 2014, le stime revisionate della traccia radar e del carburante rimanente del velivolo portarono a uno spostamento della precedente zona di 590 miglia nautiche (1 090 km) a nord-est, seguito da un altro il 4 aprile. Tra il 2 e il 17 aprile venne compiuto uno sforzo per rilevare i localizzatori subacquei (ULB, informalmente noti come "pinger") collegati ai registratori di volo dell'aeromobile, le cui batterie si sarebbero scaricate intorno al 7 aprile. Una nave australiana, l'ADV Ocean Shield, dotata di un localizzatore di pinger (TPL), la cinese Haixun 01, equipaggiata con un idrofono portatile, e la HMS Echo della Royal Navy, dotata di un idrofono montato sullo scafo, furono utilizzate nella ricerca. Gli operatori lo considerarono un "tentativo alla cieca", confrontando la vasta area di ricerca con il fatto che un TPL poteva cercare solo fino a 130 km² al giorno. Tra il 4 e l'8 aprile vennero effettuati numerosi rilevamenti acustici simili alla frequenza e al ritmo del suono emesso dagli ULB (Underwater Locator Beacon) dei registratori di volo; l'analisi dei rilevamenti acustici determinò che, sebbene improbabile, i segnali sarebbero potuti provenire da un ULB danneggiato. Una ricerca sonar del fondale oceanico, vicino ai rilevamenti, fu effettuata tra il 14 aprile e il 28 maggio, senza alcun segno del volo 370. In un rapporto del marzo 2015, venne rivelato che la batteria dell'ULB collegato al registratore dei dati di volo del 777 era scaduta nel dicembre 2012, pertanto potrebbe non essere stata più in funzione.

#### Ricerche subacquee
Alla fine del giugno 2014 vennero annunciati i dettagli su quella che sarebbe stata la successiva fase di ricerca che i funzionari definirono "subacquea", nonostante la precedente analisi del fondale marino tramite sonar. Le scoperte derivanti dall'analisi delle comunicazioni satellitari identificarono una vasta area di ricerca lungo il "7° arco" in cui si trovava il volo 370 l'ultima volta che comunicò con il satellite. L'area di ricerca prioritaria si trovava all'estremità meridionale. I dati disponibili per questa regione erano di scarsa risoluzione, pertanto fu necessario effettuare un rilevamento batimetrico dell'area di ricerca prima di dare inizio alla fase subacquea. A partire da maggio, gli studi tracciarono circa 208000 km² di fondali marini fino al 17 dicembre 2014, quando vennero sospesi per consentire lo spostamento della nave verso le ricerche subacquee.
I governi di Malaysia, Cina e Australia concordarono di effettuare ricerche approfondite su 120000 km² di fondale marino. In questa fase della ricerca, iniziata il 6 ottobre 2014, vennero utilizzate tre navi dotate di veicoli trainati in acque profonde che utilizzavano sonar a scansione laterale, ecoscandagli multiraggio e videocamere, allo scopo di individuare e identificare i detriti del velivolo. Una quarta nave partecipò alla ricerca tra gennaio e maggio 2015, utilizzando un AUV per cercare in aree impossibili da raggiungere utilizzando altri equipaggiamenti. In seguito alla scoperta di un flaperon all'isola di Riunione, l'Australian Transport Safety Bureau (ATSB) riesaminò i suoi calcoli riguardanti la deriva dei detriti dell'aeromobile e, molto probabilmente, l'area di ricerca precedentemente individuata era ancora quella più probabile. Anche lo studio sulla loro provenienza, per determinarne l'origine dopo 16 mesi, supportò tale teoria, sebbene tale modellazione fosse molto imprecisa per lunghi periodi.

### 2017 e 2018
Il 17 gennaio 2017, Malaysia, Cina e Australia annunciarono congiuntamente la sospensione delle ricerche del volo 370.
Il 17 ottobre 2017, la Malaysia ricevette proposte da tre compagnie, tra cui l'olandese Fugro e l'americana Ocean Infinity, che si offrivano di ricominciare la ricerca dell'aeromobile. Nel gennaio 2018, Ocean Infinity annunciò la pianificazione di una nuova ricerca nell'area ristretta di 25000 km². Il tentativo venne approvato dal governo malese, a condizione di un pagamento solo nel caso del ritrovamento del relitto. Ocean Infinity noleggiò la nave norvegese Seabed Constructor per eseguire la ricerca.
L'area designata fu raggiunta il 28 giugno 2018. La nave cominciò quindi a spostarsi verso 35,6° S 92,8° E, il luogo di schianto più probabile secondo lo studio sulla deriva dei detriti condotto dall'Organizzazione per la ricerca scientifica e industriale del Commonwealth (CSIRO). L'area del "sito 1", dove iniziò la ricerca, era di 33012 km², mentre l'area più estesa copriva altri 48500 km². In aprile, un rapporto di Ocean Infinity rivelò che il "sito 4", quello più a nord-est lungo il 7° arco, era stato aggiunto al piano di ricerca. A maggio 2018, la nave aveva perlustrato oltre 112000 km² utilizzando otto AUV; i siti 1, 2 e 3 vennero completamente scandagliati. La fase finale della ricerca venne condotta nel sito 4 nel maggio 2018, prima che le condizioni meteorologiche limitassero la capacità di Ocean Infinity di continuare a lavorare. Il nuovo ministro dei trasporti malese, Loke Siew Fook, annunciò il 23 maggio 2018 che la ricerca di MH370 si sarebbe conclusa alla fine del mese; Ocean Infinity confermò il 31 maggio che il loro contratto con il governo malese era terminato, e fu riferito, il 9 giugno 2018, che la ricerca era giunta al termine. I dati di mappatura del fondale oceanico raccolti durante la ricerca sono stati donati al progetto Nippon Foundation-GEBCO Seabed 2030, da incorporare nella mappa globale del fondo oceanico.
Nel marzo 2019, in seguito al 5º anniversario della scomparsa, il governo malese dichiarò di essere disposto a esaminare eventuali "indicazioni credibili o proposte specifiche" riguardanti una nuova ricerca. Ocean Infinity dichiarò di essere pronta a riprendere la ricerca sulla stessa base gratuita, ritenendo di aver tratto beneficio dalla ricerca del relitto dell'ARA San Juan e della nave Stellar Daisy; la posizione più probabile si trova ancora da qualche parte lungo il 7° arco intorno all'area precedentemente identificata, quella su cui si basava la loro ricerca del 2018.

### Potenziale ricerca nel 2024
Nel marzo del 2022, Ocean Infinity si impegnò a riprendere le ricerche nel 2023 o nel 2024, in attesa dell'approvazione del governo malese. Nel 2023, Ocean Infinity stava rivedendo i dati delle precedenti ricerche del 2018 per assicurarsi che nulla fosse andato perso. L'amministratore delegato Oliver Plunkett sperava di riprendere le ricerche nell'estate del 2023 utilizzando la nuova nave Armada della Ocean Infinity. Il ministro dei Trasporti della Malaysia, Wee Ka Siong, chiese alla Ocean Infinity nuove prove credibili per riprendere le ricerche, di cui Plunkett sarebbe stato in possesso. Le affermazioni di nuove prove ancora da identificare incitarono le famiglie delle vittime a spingere ulteriormente per una nuova ricerca.
Nel marzo 2024, pochi giorni prima del decimo anniversario della scomparsa, la Malaysia dichiarò che si sarebbe consultata con l'Australia per collaborare a un'altra spedizione del team Ocean Infinity.
Il 2 maggio 2024, Ocean Infinity propose al ministro dei Trasporti della Malaysia, Anthony Loke, una nuova ricerca subaquea con partenza prevista per novembre 2024. La nuova proposta era ancora di tipo "no find no fee", che prevede il pagamento da parte del Governo solo in caso di successo. Il ministro replicò che i processi di esaminazione e di approvazione della proposta avrebbero dovuto richiedere complessivamente circa tre mesi.
A settembre 2024, il Governo stava valutando l'offerta di Ocean Infinity, pari a 70 milioni di dollari statunitensi. Tuttavia, tra i membri del gabinetto del Governo non si giunse ad un accordo in quanto, secondo alcuni, questa cifra sarebbe stata insostenibile per il paese.
Ad ottobre 2024, il Governo era ancora diviso sul costo che avrebbe dovuto sostenere nell'eventualità di un ritrovamento. Alla data del 16 ottobre 2024, le navi da ricerca sottomarina Armada 78 04 e Armada 78 06 erano ormeggiate a Singapore, mentre l'Armada 78 08 stazionava nel Mar Cinese Meridionale a 6.24286°N 109.68948°E, tra il Vietnam e l'isola del Borneo. Alcuni giornalisti specularono che i tre vascelli high-tech fossero in attesa di iniziare le ricerche.

### Nuova ricerca nel 2025
A febbraio 2025, Ocean Infinity riprese ufficialmente le ricerche del Boeing 777. L'operazione era stata annunciata dal Governo malese a dicembre 2024. La durata di questa nuova ricerca non fu subito definita. Tuttavia, in base agli accordi presi due mesi prima, la società avrebbe avuto 18 mesi per ritrovare delle "parti consistenti" del velivolo disperso 11 anni prima in cambio di 70 milioni di dollari di compenso. Il sito di questa nuova ricerca, che si estendeva su 15mila chilometri quadrati, si trovava a circa 1.500 chilometri al largo della costa di Perth. La ricerca sarebbe stata condotta dalla nave Armada 78 06 e da un drone sottomarino.

## I detriti marini
Nell'ottobre 2017, 20 detriti, che si ritiene provenissero dal Boeing 777 scomparso, furono recuperati dalle spiagge nell'Oceano Indiano occidentale; era "molto probabile o quasi certamente sicuro" che 18 di essi provenissero dal volo MH370, mentre altri due vennero identificati solamente come "probabili". Il 16 agosto 2017, l'ATSB pubblicò due rapporti: il primo, contenente l'analisi delle immagini satellitari raccolte il 23 marzo 2014, scattate due settimane dopo la scomparsa dell'MH370, che permise di classificare dodici oggetti nell'oceano come "probabilmente creati dall'uomo"; il secondo, uno studio sulla loro deriva, che permise di identificare l'area dello schianto "con precisione e certezza senza precedenti", a 35,6° S 92,8° E, a nord-est della principale zona di ricerca subacquea.

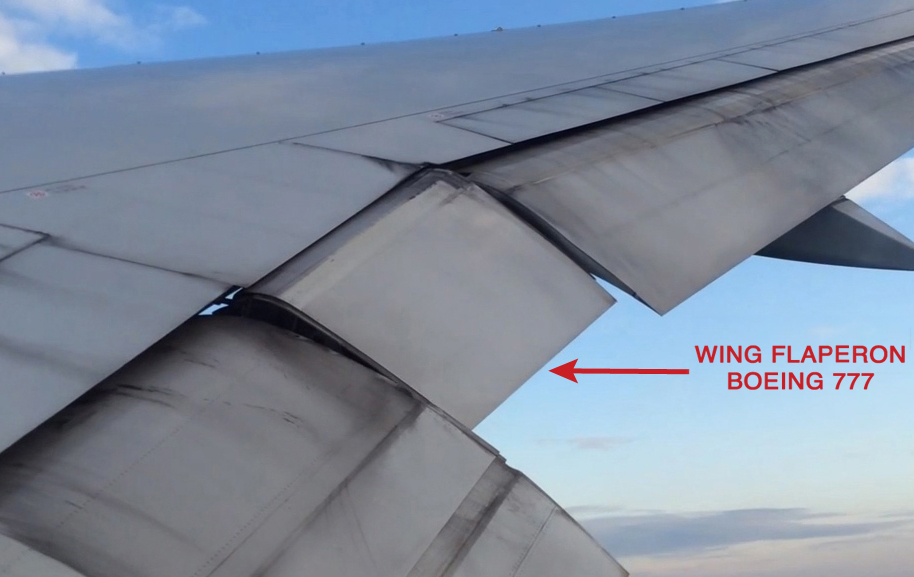
La posizione dei Flaperon sull'ala dei Boeing 777.

### Flaperon

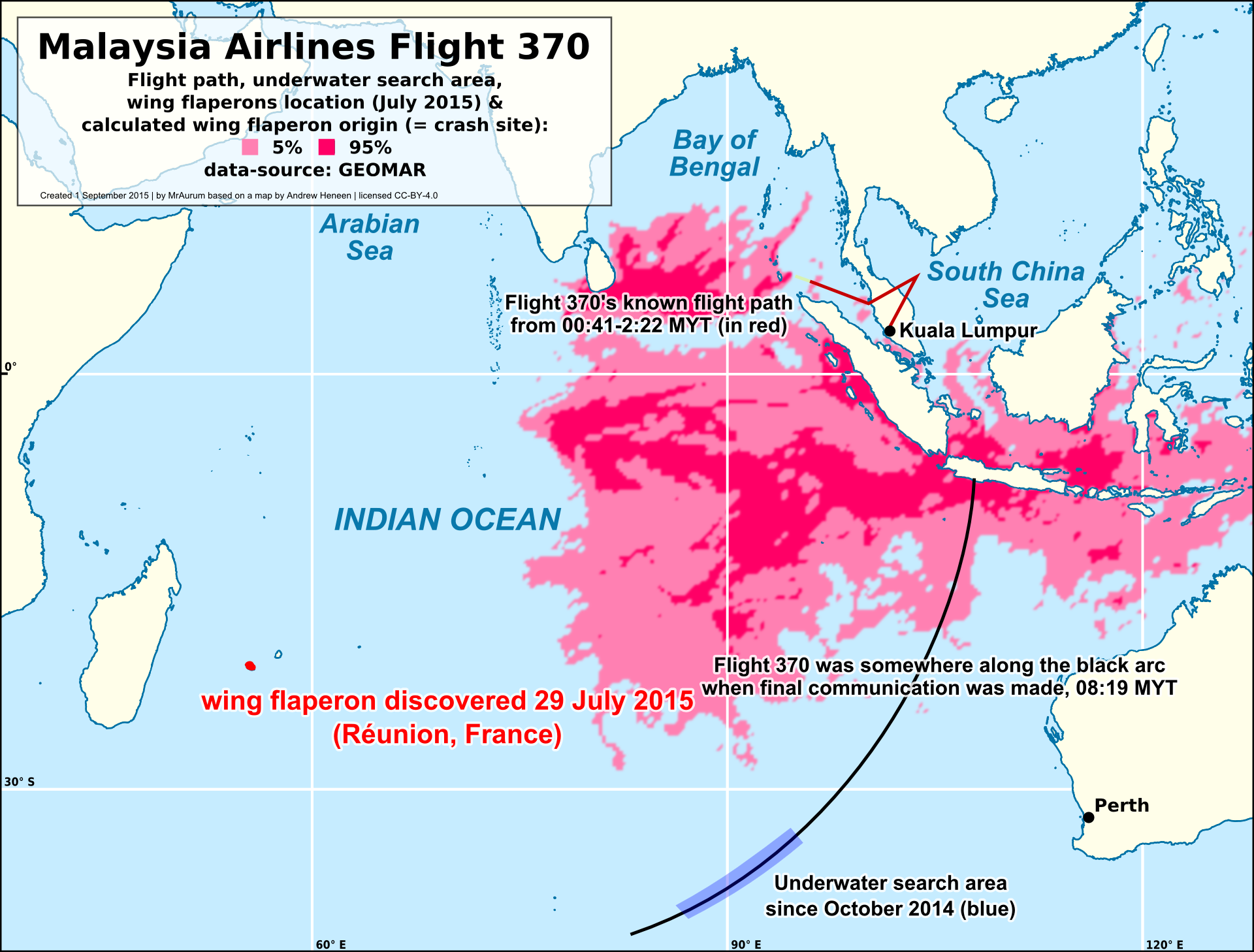
Il luogo in cui è stato scoperto il flaperon (il punto rosso) e le aree di ricerca coperte.

Il primo detrito identificato come proveniente dal volo 370 fu il flaperon di tribordo (una superficie di controllo). Venne scoperto alla fine del luglio 2015 su una spiaggia di Saint-André, su Riunione, un'isola nell'Oceano Indiano occidentale, a circa 2 200 miglia nautiche (4 100 km) a ovest dell'area di ricerca subacquea. Il detrito fu trasportato da Riunione a Tolosa, dove venne esaminato dall'agenzia investigativa sugli incidenti dell'aviazione civile francese, il Bureau d'Enquêtes et d'Analyses pour la Sécurité de l'Aviation Civile (BEA), e da un laboratorio del ministero della difesa francese. La Malaysia inviò i propri investigatori sia a Riunione che a Tolosa. Il 3 settembre, i funzionari francesi annunciarono che i numeri di serie trovati sui componenti interni del flaperon lo collegavano "con certezza" al volo 370. Gli inquirenti recuperarono questi numeri di serie usando un boroscopio.

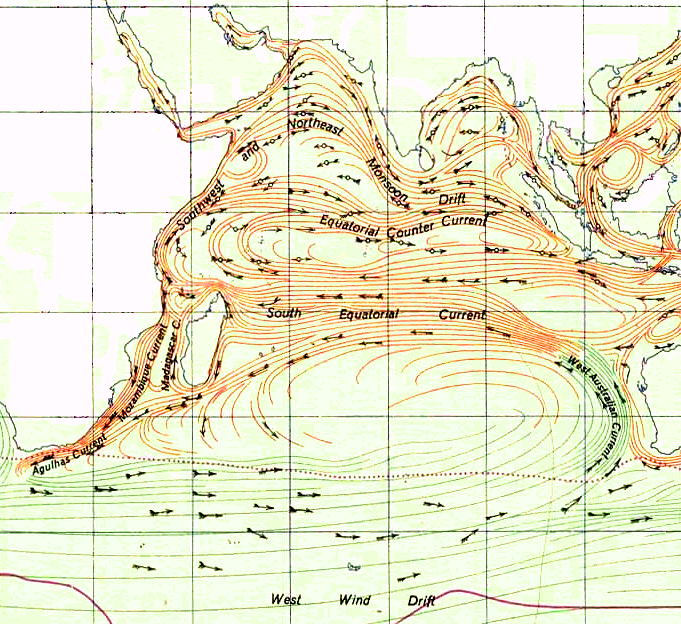
Le correnti marine nell'Oceano Indiano.

Dopo la scoperta, la polizia francese condusse una ricerca nelle acque intorno a Riunione per cercare ulteriori detriti e trovò una valigia danneggiata che poteva essere collegata al volo 370. La posizione della scoperta era coerente con i modelli di dispersione dei detriti al largo della costa occidentale dell'Australia. Nella stessa area furono trovati anche una bottiglia d'acqua cinese e un prodotto per la pulizia indonesiano.
Nell'agosto 2015, la Francia effettuò una ricerca aerea di possibili detriti marini intorno all'isola, coprendo un'area di 4800 km² lungo la costa orientale di Riunione. Furono anche adoperate delle  pattuglie per cercare detriti lungo le spiagge. La Malaysia chiese alle autorità degli stati limitrofi di stare in allerta per detriti marini che potevano provenire da un aereo. Il 14 agosto, venne annunciato che non erano stati trovati detriti che potevano essere collegati al volo 370 al largo di Riunione, ma che alcuni oggetti erano stati trovati sulle rive. Le ricerche aeree e marittime terminarono il 17 agosto.

### Parti dello stabilizzatore e dell'ala destra
Alla fine del febbraio 2016, al largo delle coste del Mozambico venne trovato un oggetto con la scritta "NO STEP"; le prime analisi fotografiche suggerirono che potesse provenire dallo stabilizzatore orizzontale dell'aeromobile o dai bordi anteriori delle ali. Fu trovato da Blaine Gibson su un banco di sabbia nell'arcipelago di Bazaruto, al largo della costa di Vilanculos, nel Sud del Mozambico; circa 2000 km a sud-ovest di dove era stato trovato il flaperon il luglio precedente. Il frammento fu inviato in Australia, dove gli esperti lo identificarono con certezza quasi assoluta come un pannello dello stabilizzatore orizzontale del Boeing 777 scomparso.
Nel dicembre 2015, Liam Lotter trovò un pezzo di detrito grigio su una spiaggia nel Sud del Mozambico, ma solo dopo aver letto della scoperta di Gibson nel marzo 2016, a circa 300 km dal suo ritrovamento, allertò le autorità. Venne portato in Australia per le analisi. Portava il codice stampato "676EB", che lo identificava come parte di un flap dell'aereo scomparso, e lo stile con cui le lettere erano dipinte lo rendevano quasi certamente proveniente da 9M-MRO.
La posizione in cui furono recuperati entrambi i pezzi risultò coerente con il modello di deriva eseguito dal CSIRO, a conferma del fatto che sarebbero potuti provenire dal volo 370.

### Altri detriti
Il 7 marzo 2016, altri detriti, probabilmente provenienti dall'aeromobile, vennero trovati sull'isola di Riunione. Ab Aziz Kaprawi, viceministro dei trasporti della Malaysia, affermò che "un oggetto grigio con un bordo blu non identificato" poteva essere collegato al volo 370. Sia le autorità malesi che quelle australiane, coordinando la ricerca nell'Oceano Indiano meridionale, inviarono squadre per verificare se i detriti provenissero dall'aeromobile scomparso.
Il 21 marzo 2016, l'archeologo sudafricano Neels Kruger trovò un pezzo grigio su una spiaggia vicino a Mossel Bay, in Sudafrica, con l'inconfondibile logo, seppur parzialmente visibile, di Rolls-Royce, il produttore dei motori del velivolo scomparso. Il riconoscimento di una possibile parte del motore fu eseguita dal ministero dei trasporti malese. Un ulteriore detrito, probabilmente proveniente dall'interno dell'aeromobile, venne trovato sull'isola di Rodrigues, Mauritius, alla fine di marzo, e venne esaminato dalle autorità australiane. L'11 maggio 2016, gli investigatori stabilirono che questi due detriti erano "quasi certamente" del volo 370.

### Flap e ulteriori ricerche
Il 24 giugno 2016, il ministro dei trasporti australiano, Darren Chester, dichiarò che il frammento di un velivolo era stato trovato sull'isola di Pemba, al largo della costa della Tanzania. Fu consegnato alle autorità in modo che gli esperti malesi potessero esaminarlo e determinare se facesse parte dell'aeromobile. Il 20 luglio, il governo australiano pubblicò le fotografie del pezzo, che si credeva essere un flap di una delle ali dell'aereo. Il ministero dei trasporti della Malaysia confermò, il 15 settembre, che i detriti provenivano effettivamente dall'aeromobile scomparso.
Il 21 novembre 2016, le famiglie delle vittime annunciarono che avrebbero effettuato una ricerca di detriti, a dicembre, sull'isola del Madagascar. Il 30 novembre 2018, cinque frammenti, che erano stati recuperati tra dicembre 2016 e agosto 2018 sulla costa del Madagascar, e ritenuti dai parenti dei passeggeri provenienti dall'aereo scomparso, furono consegnati al ministro dei trasporti malese Anthony Loke.

## Le indagini

### Partecipazione internazionale
La Malaysia formò rapidamente il Joint Investigation Team (JIT), composto da specialisti provenienti da Malaysia, Cina, Regno Unito, Stati Uniti e Francia e guidato, secondo gli standard ICAO, da "un investigatore incaricato indipendente". Il team era composto da un "gruppo per lo studio dell'aeronavigabilità", un "gruppo operativo" e un "gruppo per lo studio dei fattori medici e umani". Il primo venne incaricato di esaminare le questioni relative ai registri, alle strutture e ai sistemi di manutenzione dell'aeromobile; il secondo doveva rivedere i registratori di volo, le operazioni e la meteorologia; il terzo avrebbe studiato i fattori psicologici, patologici e di sopravvivenza. Il 6 aprile 2014, la Malaysia annunciò di aver istituito tre commissioni ministeriali: una per assistere le famiglie dei coinvolti, una per l'organizzazione e la formazione del JIT e una responsabile per le risorse malesi impiegate negli sforzi di ricerca. L'indagine penale venne condotta dalla Royal Malaysia Police, assistita dall'Interpol e da altre autorità internazionali competenti.
Il 17 marzo 2014, l'Australia assunse il controllo del coordinamento delle operazioni di ricerca, recupero e salvataggio. Per le successive sei settimane, l'Australian Maritime Safety Authority (AMSA) e l'Australian Transport Safety Bureau (ATSB) lavorarono congiuntamente per determinare l'area di ricerca, condividendo le informazioni con il JIT e altre fonti governative e accademiche, mentre il Joint Agency Coordination Centre (JACC) coordinò gli sforzi internazionali. Dopo la quarta fase della ricerca, l'ATSB si assunse la responsabilità di stabilire da solo l'area di ricerca. A maggio dello stesso anno, l'ATSB istituì un gruppo di lavoro per determinare la posizione più probabile dell'aeromobile dopo la trasmissione satellitare delle 00:19 UTC (08:19 MYT). Il gruppo comprendeva esperti di velivoli e satelliti provenienti da: Air Accidents Investigation Branch (Regno Unito), Boeing (Stati Uniti d'America), Defence Science and Technology Group (Australia), dipartimento dell'aviazione civile (Malaysia), Inmarsat (Regno Unito), National Transportation Safety Board (Stati Uniti d'America) e Thales (Francia).
A ottobre 2018, la Francia era l'unico paese che stava proseguendo le indagini (mediante l'Air Transport Gendarmerie), con l'intenzione di verificare tutti i dati tecnici trasmessi, in particolare quelli forniti da Inmarsat.

### Interim e final report
L'8 marzo 2015, esattamente un anno dopo la scomparsa del volo 370, il ministero dei trasporti malese pubblicò un rapporto provvisorio dal titolo "Factual Information: Safety Information for MH370", che si concentrava sulle informazioni raccolte sull'aereo scomparso, piuttosto che sull'analisi delle possibili cause. Il ministero fornì un breve aggiornamento un anno dopo, nel marzo 2016, in merito allo stato dell'inchiesta.
Il rapporto finale dell'ATSB venne pubblicato il 3 ottobre 2017. Quello del ministero dei trasporti malese, datato 2 luglio 2018, fu reso pubblico a Kuala Lumpur il 30 luglio 2018. Questo rapporto non fornisce alcuna nuova informazione sul destino dell'MH370, ma riporta carenze ed errori commessi dai controllori del traffico aereo malese nei limitati sforzi di comunicazione con il velivolo. A seguito di questi resoconti, il presidente dell'autorità per l'aviazione civile della Malaysia, Azharuddin Abdul Rahman, si dimise il 31 luglio 2018.

### Analisi delle comunicazioni satellitari
Le comunicazioni tra il volo 370 e la rete satellitare gestita da Inmarsat, trasmesse dal satellite Inmarsat-3 F1, fornirono gli unici indizi significativi sulla posizione del volo 370 dopo la sua scomparsa dal radar militare malese alle 02:22 MYT. Queste comunicazioni furono utilizzate anche per dedurre possibili eventi accaduti in volo. La squadra investigativa avrebbe dovuto ricostruire la traiettoria del volo 370 a partire da una serie limitata di trasmissioni, senza informazioni esplicite sulla posizione, sulla direzione o sulla velocità dell'aeromobile.

#### Background tecnico

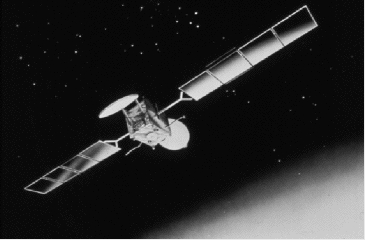
Rappresentazione di un satellite della serie Inmarsat-3. Il volo 370 era in contatto con Inmarsat-3 F1 (noto anche come "IOR", per la regione dell'Oceano Indiano)

I sistemi di comunicazione satellitare (SATCOM) vengono utilizzati per trasmettere messaggi dalla cabina di pilotaggio dell'aereo e messaggi automatizzati dalle apparecchiature di bordo, utilizzando il protocollo di comunicazione ACARS. SATCOM può essere utilizzato anche per la trasmissione di messaggi FANS e ATN e per fornire collegamenti voce, fax e dati utilizzando altri protocolli. L'aeromobile utilizza un'unità dati satellitare (SDU) per inviare e ricevere segnali attraverso la rete di comunicazione satellitare; questo funziona indipendentemente dagli altri sistemi di bordo che comunicano via SATCOM. I segnali dalla SDU vengono trasmessi a un satellite, che amplifica il segnale e ne modifica la frequenza prima di inoltrarlo a una stazione di terra, dove viene elaborato e instradato alla destinazione prevista (ad esempio, il centro operativo della Malaysia Airlines); i segnali vengono inviati da terra all'aeromobile in ordine inverso.
Quando la SDU viene accesa per la prima volta, tenta di connettersi alla rete Inmarsat trasmettendo una richiesta di accesso, che viene ricevuta dalla stazione di terra. Questo viene effettuato per determinare a chi appartiene la SDU e per identificare quale satellite utilizzare per le comunicazioni. Dopo la connessione, se non viene ricevuto alcun ulteriore messaggio per un'ora, la stazione di terra trasmette all'aereo un messaggio di "richiesta di accesso", comunemente denominato "ping"; se la SDU del velivolo è attiva, risponde automaticamente. Il processo viene definito handshake ("stretta di mano").

#### Le comunicazioni tra le 02:25 e le 08:19 MYT
Il collegamento dati ACARS del volo 370 smise di funzionare tra l'01:07 e le 02:03 MYT; tuttavia, la SDU rimase operativa. Dopo l'ultimo contatto con il radar primario a ovest della Malaysia, i seguenti eventi sono presenti nel registro della stazione di terra di Inmarsat a Perth, Australia occidentale (tutti i tempi sono MYT/UTC+8):
- 02:25:27 - Prima stretta di mano ("richiesta di accesso" avviata dall'aereo).
- 02:39:52 - Chiamata da terra all'aereo, riconosciuta dalla SDU ma rimasta senza risposta dal cockpit.
- 03:41:00 - Seconda stretta di mano (avviata dalla stazione di terra).
- 04:41:02 - Terza stretta di mano (avviata dalla stazione di terra).
- 05:41:24 - Quarta stretta di mano (avviata dalla stazione di terra).
- 06:41:19 - Quinta stretta di mano (avviata dalla stazione di terra).
- 07:13:58 - Chiamata da terra all'aereo, riconosciuta dalla SDU ma rimasta senza risposta dal cockpit.
- 08:10:58 - Sesta stretta di mano (avviata dalla stazione di terra).
- 08:19:29 - Settima stretta di mano (avviata dall'aereo); segnalata essere una "stretta di mano parziale", costituita dalle seguenti due trasmissioni:
  - 08:19:29.416 - "Richiesta di accesso" inviata dall'aereo (la "stretta di mano parziale")
  - 08:19:37.443 - "Conferma di accesso" inviata dall'aereo (ultima trasmissione ricevuta dal volo 370).

Il 777 non rispose al ping delle 09:15.

#### Deduzioni
Alcune deduzioni possono essere fatte a partire dalle comunicazioni satellitari. La prima è che l'aereo rimase operativo fino almeno alle 08:19 MYT, sette ore dopo l'ultimo contatto con il controllo del traffico aereo sopra il Mar Cinese Meridionale. I dati indicano che si muoveva a una velocità elevata. Una SDU ha bisogno di informazioni sulla posizione e sulla rotta per mantenere la sua antenna puntata verso il satellite, quindi si può dedurre che anche il sistema di navigazione del Boeing era operativo.
Poiché non rispose al ping delle 09:15, si può concludere che, ad un certo punto tra le 08:19 e le 09:15, l'aeromobile perse la capacità di comunicare con la stazione di terra. Il messaggio inviato dal jet alle 08:19:29 era una "richiesta di accesso"; c'è un numero limitato di motivi per cui la SDU trasmette questo tipo di richiesta, come un'interruzione dell'alimentazione, un guasto al software, la perdita di sistemi critici che forniscono input alla SDU o una perdita del collegamento. Gli investigatori considerano una riaccensione dopo un'interruzione elettrica la causa più probabile.
Alle 08:19, l'aereo era in volo da 7 ore e 38 minuti; il tipico volo Kuala Lumpur-Pechino è di circa 5 ore e mezzo, quindi era probabile che il carburante si sarebbe presto esaurito. In caso di esaurimento del combustibile e conseguente spegnimento dei motori, che avrebbe tolto potenza all'unità dati satellitare, la Ram Air Turbine (RAT) del 777 si sarebbe dispiegata, fornendo energia ad alcuni strumenti e controlli di volo, inclusa la SDU. Circa 90 secondi dopo la stretta di mano delle 02:25, anch'essa una richiesta di accesso, vennero registrati messaggi dal sistema di intrattenimento del velivolo verso la stazione di terra. Comunicazioni simili non furono scambiate dopo la stretta di mano delle 08:19, a supporto dello scenario di esaurimento del carburante.

#### Analisi

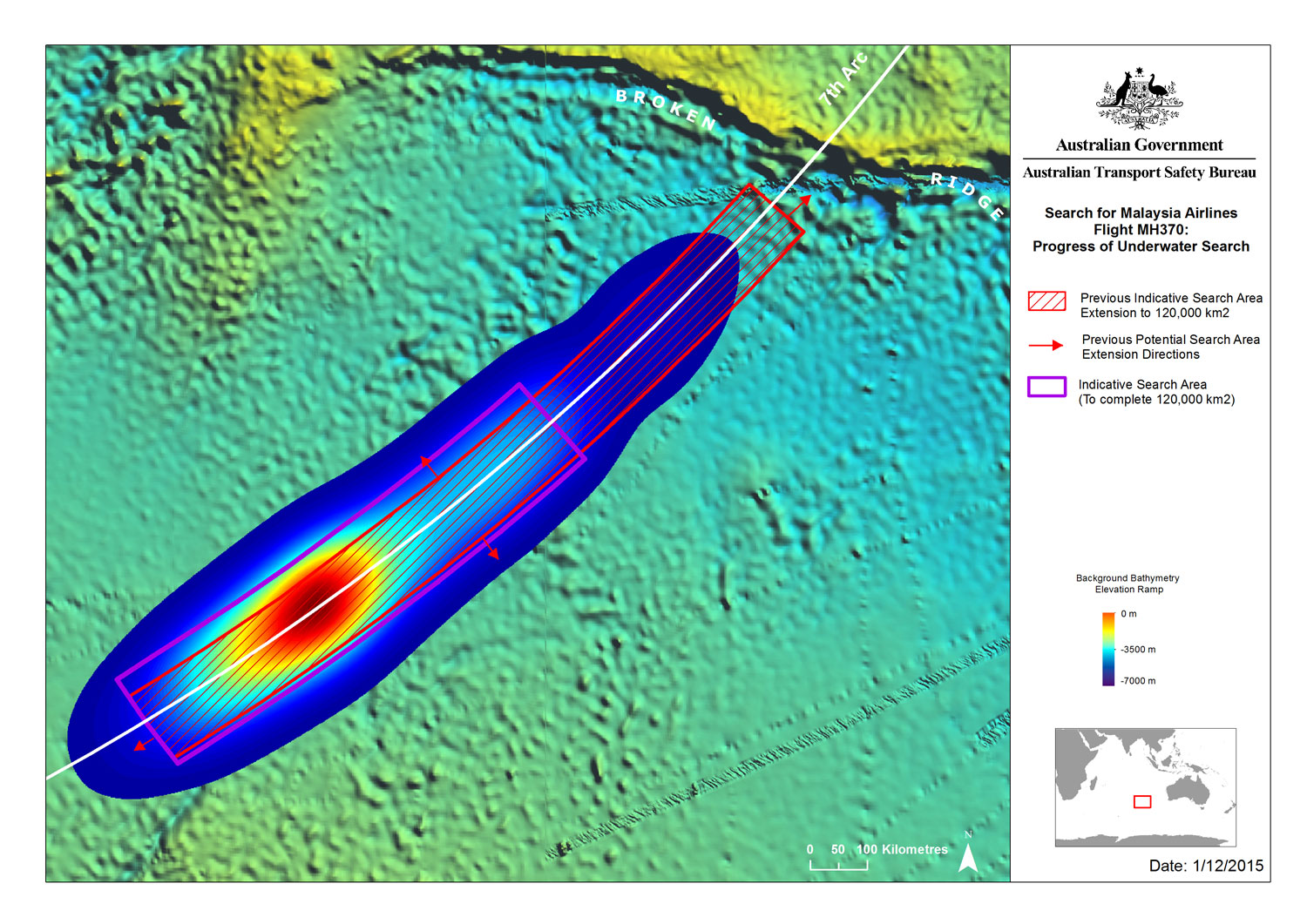
Una mappa che indica la probabile posizione del volo 370 sulla base delle analisi.

Due parametri contenuti in queste trasmissioni furono fondamentali per le indagini:
- Burst time offset (BTO) - la differenza di tempo tra l'invio del segnale dalla stazione di terra alla ricezione della risposta. È proporzionale al doppio della distanza tra la stazione di terra e il velivolo (via satellite); include il tempo impiegato dalla SDU tra la ricezione e la risposta al messaggio e il tempo tra la ricezione e l'elaborazione alla stazione di terra. Questa misura venne analizzata per determinare la distanza tra il satellite e l'aeromobile nel momento in cui si verificarono le sette "strette di mano", e quindi definire sette cerchi sulla superficie terrestre per ridurre l'area delle ricerche.
- Burst frequency offset (BFO) - Questa misura è stata analizzata per determinare la velocità e la rotta del velivolo. Corrisponde alla differenza tra la frequenza prevista e quella ricevuta nelle trasmissioni. È causata:
  1. dall'effetto Doppler durante il viaggio dei segnali dall'aeromobile alla stazione di terra, passando per il satellite;
  2. dalle traduzioni di frequenza effettuate nel satellite e nella stazione di terra;
  3. da un piccolo errore costante (bias) nell'SDU, che deriva dall'invecchiamento;
  4. dalla compensazione applicata dalla SDU per contrastare l'effetto Doppler.

Combinando la distanza tra l'aeromobile e il satellite, la velocità e la rotta con i limiti di prestazione dell'aeromobile, gli investigatori generarono alcuni percorsi candidati che furono analizzati separatamente con due metodi. Il primo presupponeva che l'aereo stesse volando con una delle tre modalità del pilota automatico, calcolando i valori di BTO e BFO lungo queste rotte e confrontandoli con i valori registrati dal volo 370. Il secondo metodo generò percorsi che avevano la stessa velocità e rotta dell'aeromobile al momento di ogni "stretta di mano", per ridurre al minimo la differenza tra il BFO calcolato del percorso e i valori registrati dal volo 370. Venne quindi creata e poi confrontata una distribuzione di probabilità per ciascun metodo in corrispondenza dell'arco BTO della sesta stretta di mano dei due metodi; l'80% dei percorsi a più alta probabilità per entrambe le analisi combinate intersecano l'arco BTO della sesta stretta di mano tra 32,5°S e 38,1°S, che possono essere estrapolati a 33,5°S e 38,3°S lungo l'arco BTO della settima stretta di mano.

## Ipotesi sulle cause della scomparsa

### Omicidio/suicidio del pilota
La polizia malese perquisì le abitazioni dei piloti e sequestrò i documenti finanziari di tutti i 12 membri dell'equipaggio. Il rapporto preliminare pubblicato dalla Malaysia nel marzo 2015 affermava che non vi erano "prove di transazioni finanziarie significative recenti o imminenti" effettuate da nessuno dei piloti o dell'equipaggio e che l'analisi del comportamento dei piloti sulle telecamere a circuito chiuso non mostrava "alcun cambiamento comportamentale significativo".
Tuttavia, i funzionari statunitensi ritenevano che la spiegazione più probabile fosse che qualcuno nella cabina di pilotaggio del volo 370 avesse riprogrammato l'autopilota per viaggiare verso sud attraverso l'Oceano Indiano. I media affermavano che la polizia malese aveva identificato il comandante Zaharie come il principale sospettato, se alla fine si fosse dimostrato che l'intervento umano era la causa della scomparsa del volo 370. Nel 2020, Tony Abbott, primo ministro australiano al momento della scomparsa dell'MH370, rivelò in un documentario di Sky News: "La mia comprensione molto chiara, dai livelli più alti del governo malese, è che da molto, molto presto, hanno pensato che si trattasse di omicidio-suicidio da parte del pilota".
La teoria dell'omicidio/suicidio era coerente con il suggerimento dell'ingegnere aeronautico britannico Richard Godfrey, secondo il quale la traiettoria di volo dell'aereo potrebbe essere tracciata analizzando l'interruzione dei segnali WSPR (Weak Signal Propagation Reporter) nel giorno in questione. Nel marzo 2024 è stato riferito che gli scienziati dell'Università di Liverpool stavano intraprendendo un nuovo importante studio per verificare la fattibilità di questa tecnologia e che cosa avrebbe potuto significare per la localizzazione dell'aereo.

#### Il simulatore di volo
Nel 2016, la rivista New York scrisse che un documento riservato dell'indagine della polizia malese mostrava che un'analisi dell'FBI del disco rigido del computer e del simulatore di volo aveva trovato una rotta sul simulatore di volo di casa del comandante che corrispondeva strettamente al volo calcolato sull'Oceano Indiano e che questa prova era stata nascosta dal rapporto investigativo pubblicato. New York ha scritto quanto segue:
[...] I documenti appena svelati [...] suggeriscono che i funzionari malesi hanno soppresso almeno un pezzo chiave di informazioni incriminanti. Questo non è del tutto sorprendente: nelle indagini sui velivoli, le commissioni di sicurezza nazionali si rifiutano di credere che i loro piloti abbiano potuto far precipitare intenzionalmente un aereo pieno di passeggeri.»
(New York, Exclusive: MH370 Pilot Flew a Suicide Route on His Home Simulator Closely Matching Final Flight)
Le conclusioni dell'FBI sulla simulazione di volo vennero confermate dall'ATSB e successivamente anche dal governo malese, ma era stato indicato come "nulla di sinistro".

### Interruzione di corrente
Il collegamento SATCOM funzionò normalmente dalla fase pre-volo (a partire dalle 00:00 MYT) fino alle 01:07, quando non rispose più ai messaggi ACARS. I messaggi ACARS da terra continuarono a essere trasmessi al volo 370 fino a quando la rete di Inmarsat inviò molteplici messaggi di "richiesta di riconoscimento" alle 02:03, senza alcuna risposta dall'aereo. A un certo punto tra le 01:07 e le 02:03, la SDU smise di funzionare. Alle 02:25, l'unità dati satellitare del Boeing inviò una "richiesta di accesso". Non è comune che una comunicazione di questo tipo venga effettuata in volo, ma potrebbe verificarsi per molteplici motivi. Un'analisi delle caratteristiche e dei tempi di queste richieste suggeriscono che un'interruzione di corrente in volo è la causa più probabile. Poiché tale interruzione non era dovuta allo spegnimento dei motori (il velivolo volò per almeno altre sei ore), secondo l'ATSB potrebbe essere stata il risultato dello spegnimento manuale del sistema elettrico.

### Passeggeri
Due uomini salirono a bordo del volo 370 con passaporti rubati, il che suscitò sospetto nell'immediato dopo la sua scomparsa. Il furto dei passaporti, uno austriaco e uno italiano, era stato denunciato in Thailandia nei due anni precedenti. L'Interpol dichiarò che entrambi i passaporti erano elencati nel suo database di documenti di viaggio rubati e smarriti (SLTD) e che non era stato effettuato alcun controllo prima dell'imbarco. Il ministro degli interni della Malaysia, Ahmad Zahid Hamidi, criticò i funzionari dell'immigrazione del suo paese per non aver impedito ai passeggeri di viaggiare con quei passaporti. I due biglietti di sola andata acquistati dai possessori di questi passaporti erano stati prenotati tramite China Southern Airlines. Venne riferito che un iraniano aveva ordinato "i biglietti più economici" per l'Europa via telefono a Bangkok, in Thailandia, e pagato in contanti. I due passeggeri vennero successivamente identificati come uomini iraniani, uno di 19 anni e l'altro di 29, che erano entrati in Malaysia il 28 febbraio con passaporti validi. Si credeva che i due uomini fossero richiedenti asilo. Il segretario generale dell'Interpol dichiarò che l'organizzazione era "incline a concludere che non si trattò di un attentato terroristico". Funzionari statunitensi e malesi esaminarono le vite di ogni passeggero nominato nel manifesto di volo. Il 18 marzo, il governo cinese annunciò di aver controllato tutti i cittadini cinesi presenti sull'aeromobile e di aver escluso la possibilità che qualcuno potesse aver dirottato il Boeing. Un passeggero, che lavorava come ingegnere di volo per una compagnia aerea charter svizzera, venne sospettato di essere un potenziale dirottatore poiché si pensava che ne avesse le capacità tecniche. I sospetti si rivelarono infondati.

### Carico nella stiva
Il volo 370 trasportava 10806 kg di merci, di cui 4566 kg di mangostani e 221 kg di batterie agli ioni di litio. I mangostani furono messi nel vano di carico posteriore, mentre le batterie erano divise tra due pallet nel vano di carico anteriore e un pallet in quello posteriore.
Le batterie agli ioni di litio erano contenute in una spedizione da 2453 kg trasportata dalla struttura di Motorola Solutions a Bayan Lepas, in Malaysia, a quella a Tientsin, in Cina; il resto della spedizione consisteva in caricabatterie e accessori per walkie-talkie. Le batterie furono assemblate il 7 marzo e trasportate al complesso merci di Penang per essere trasportate da MASkargo, la filiale della Malaysia Airlines per trasporto merci. Al complesso merci di Penang, la spedizione fu ispezionata dai dipendenti di MASkargo e dai funzionari doganali malesi, ma non venne sottoposta a controlli di sicurezza prima del trasferimento all'aeroporto in camion. La spedizione non venne sottoposta ad ulteriori ispezioni presso l'aeroporto internazionale di Kuala Lumpur prima di essere caricata sul volo 370. Poiché le batterie erano state imballate in conformità con le linee guida IATA, non furono classificate come merci pericolose. Le batterie agli ioni di litio possono causare incendi intensi se si surriscaldano e si incendiano, il che ha portato a stabilire rigide normative sul loro trasporto a bordo degli aerei. Un incendio alimentato da batterie agli ioni di litio provocò l'incidente del volo UPS Airlines 6; si sospetta che abbiano causato un incendio anche al carico del volo Asiana Airlines 991; entrambi erano aerei da trasporto merci. Alcune compagnie aeree hanno smesso di trasportare grandi spedizioni di batterie agli ioni di litio su aeromobili passeggeri, citando problemi di sicurezza.
Una spedizione di mangostani di 4566 kg era a bordo del volo 370. Fu caricata in quattro ULD all'aeroporto internazionale di Kuala Lumpur e ispezionata da funzionari dell'Autorità federale per il commercio agricolo malese prima di essere caricata a bordo. Secondo il capo della polizia malese, Khalid Abu Bakar, le persone che gestirono i mangostani e gli importatori cinesi vennero interrogate per escludere il sabotaggio.

### Inabilitazione dell'equipaggio o ipossia
Un'analisi dell'ATSB confrontò le prove disponibili con tre categorie di incidenti:
- variazioni drastiche dell'assetto in volo (ad esempio, uno stallo);
- un evento di "planata" (ad esempio un guasto ai motori o l'esaurimento del carburante);
- un equipaggio inabilitato o un evento di ipossia.

Il team australiano concluse che quest'ultima ipotesi "è quella che si adatta meglio alle prove disponibili" per le cinque ore di volo effettuate senza comunicazioni o deviazioni significative dalla rotta, probabilmente con il pilota automatico. Questa teoria non ebbe consenso tra gli altri investigatori. Se non fossero stati immessi input di controllo a seguito dello spegnimento dei motori e della disattivazione del pilota automatico, l'aeromobile sarebbe probabilmente entrato in una picchiata a spirale e sarebbe precipitato nell'oceano.
L'analisi del flaperon ritrovato sulle coste africane dimostrò che i flap non erano estesi, supportando l'ipotesi di una spirale ad alta velocità. Nel maggio 2018, l'ATSB affermò nuovamente che nessuno aveva il controllo del 777 al momento dello schianto.

## Conseguenze

### Critiche sulla gestione delle informazioni da parte della autorità della Malaysia
La comunicazione pubblica da parte dei funzionari malesi in merito alla perdita del volo 370 fu inizialmente caratterizzata da confusione. Il governo malese e la compagnia aerea rilasciarono informazioni imprecise, incomplete e talvolta inesatte, con funzionari civili che a volte contraddicevano i leader militari. I funzionari malesi vennero criticati per questo persistente rilascio di informazioni contraddittorie, in particolare per quanto riguarda l'ultima posizione e l'ora del contatto con l'aereo.
Il Ministro dei Trasporti malese ad interim Hishammuddin Hussein, che fu poi anche Ministro della Difesa del Paese (fino a maggio 2018), negò l'esistenza di problemi tra i paesi partecipanti, ma gli accademici spiegarono che, a causa dei conflitti regionali, c'erano veri e propri problemi di fiducia nella cooperazione e nella condivisione delle informazioni, che stavano ostacolando la ricerca. Gli esperti di relazioni internazionali dissero che le rivalità radicate sulla sovranità, la sicurezza, l'intelligence e gli interessi nazionali rendevano molto difficile una cooperazione multilaterale significativa. Un accademico cinese osservò che le parti stavano cercando in modo indipendente e che quindi non si trattava di uno sforzo di ricerca multilaterale. Il quotidiano The Guardian sottolineò che l'autorizzazione vietnamita al sorvolo dello spazio aereo cinese era un segno positivo di cooperazione. Il Vietnam ridusse temporaneamente le operazioni di ricerca dopo che il viceministro dei Trasporti del Paese aveva citato la mancanza di comunicazione da parte dei funzionari malesi, nonostante le richieste di maggiori informazioni. La Cina, attraverso l'agenzia di stampa ufficiale Xinhua, esortò il governo malese a prendere in mano le redini dell'operazione e a condurla con maggiore trasparenza, un punto che venne ripreso dal Ministero degli Esteri cinese giorni dopo.
La Malaysia aveva inizialmente rifiutato di rilasciare i dati grezzi dei suoi radar militari, ritenendo le informazioni "troppo sensibili", ma in seguito acconsentì. Gli esperti di difesa dissero che dare ad altri l'accesso alle informazioni radar poteva essere sensibile a livello militare, ad esempio: "La velocità con cui riescono a scattare l'immagine può anche rivelare quanto sia buono il sistema radar". Uno di loro suggerì che alcuni Paesi potevano già essere in possesso di dati radar sul velivolo, ma erano riluttanti a condividere qualsiasi informazione che potrebbe potenzialmente rivelare le loro capacità di difesa e compromettere la propria sicurezza. Allo stesso modo, i sottomarini che pattugliavano il Mar Cinese Meridionale potrebbero avere avuto informazioni in caso di impatto con l'acqua, e la condivisione di tali informazioni avrebbe potuto rivelare le loro posizioni e capacità di ascolto.
Vennero mosse critiche anche al ritardo delle ricerche. L'11 marzo 2014, tre giorni dopo la scomparsa dell'aereo, la società satellitare britannica Inmarsat (o il suo partner, SITA) aveva fornito ai funzionari dati che suggerivano che l'aereo non era affatto vicino alle aree del Golfo di Thailandia e del Mar Cinese Meridionale che si stavano cercando in quel momento, e che poteva aver deviato la sua rotta attraverso un corridoio meridionale o settentrionale. Queste informazioni non vennero riconosciute pubblicamente fino a quando non furono rese note dal primo ministro malese in una conferenza stampa il 15 marzo. Spiegando il motivo per cui le informazioni sui segnali satellitari non erano state rese disponibili prima, Malaysia Airlines dichiarò che i segnali satellitari grezzi dovevano essere verificati e analizzati "in modo da poterne comprendere correttamente il significato" prima di poterne confermare pubblicamente l'esistenza. Hishammuddin, ministro dei Trasporti in carica, affermò che gli investigatori malesi e statunitensi discussero immediatamente i dati Inmarsat dopo averli ricevuti il 12 marzo e che concordarono di inviare i dati agli Stati Uniti per un'ulteriore elaborazione in due diverse occasioni. L'analisi venne completata il 14 marzo, quando l'AAIB giunse autonomamente alla stessa conclusione.
Nel giugno 2014, i parenti dei passeggeri del volo 370 avviarono una campagna di crowdfunding su Indiegogo per raccogliere 100 000 dollari statunitensi, con l'obiettivo finale di raccogliere 5 milioni di dollari come ricompensa per incoraggiare chiunque fosse a conoscenza dell'ubicazione del volo 370 o della causa della sua scomparsa a rivelare ciò che sapeva. La campagna, conclusasi l'8 agosto 2014, raccolse 100 516 dollari da 1 007 contributori.

### Malaysia Airlines
Un mese dopo la scomparsa, l'amministratore delegato della Malaysia Airlines Ahmad Jauhari Yahya riconobbe che le vendite di biglietti erano diminuite, ma non fornì dettagli specifici. Questo potrebbe essere in parte dovuto alla sospensione delle campagne pubblicitarie della compagnia aerea in seguito alla scomparsa. In un'intervista al Wall Street Journal, Ahmad dichiarò "l'obiettivo principale della compagnia aerea... è quello di prenderci cura delle famiglie in termini di bisogni emotivi e anche finanziari. È importante fornire loro delle risposte. È importante che anche il mondo abbia delle risposte". In altre osservazioni, Ahmad disse di non essere sicuro di quando la compagnia aerea potrebbe iniziare a riparare la sua immagine, ma che era adeguatamente assicurata per coprire le perdite finanziarie derivanti dalla scomparsa del volo 370. In Cina, da dove proveniva la maggior parte dei passeggeri, le prenotazioni sulla Malaysia Airlines diminuirono del 60% a marzo.
A partire dal 14 marzo 2014, Malaysia Airlines ritirò il numero di volo MH370 e lo sostituì con MH318 (volo 318). Ciò segue una pratica comune tra le compagnie aeree di ridenominare i voli dopo gli incidenti. A partire dall'ottobre 2023, Malaysia Airlines opera ancora la rotta Kuala Lumpur - Pechino come MH318, tuttavia la compagnia aerea ora vola a Pechino Daxing piuttosto che a Pechino Capitale.
Nel marzo 2014, Malaysia Airlines ricevette dagli assicuratori 110 milioni di dollari per coprire i pagamenti iniziali alle famiglie dei passeggeri e gli sforzi di ricerca. A maggio, le osservazioni del principale riassicuratore del volo, Allianz, indicarono che la perdita di mercato a causa del volo 370, comprese le ricerche, era di circa 350 milioni di dollari.
Nel 2017, Malaysia Airlines annunciò di essere la prima compagnia aerea a sottoscrivere un nuovo servizio che avrebbe tracciato i suoi aerei in qualsiasi parte del mondo utilizzando i satelliti in orbita.

#### Difficoltà finanziarie
Al momento della scomparsa del volo 370, Malaysia Airlines stava lottando per ridurre i costi e competere con un'ondata di nuovi vettori low-cost nella regione. Nei tre anni precedenti, la compagnia aveva registrato perdite per: RM1,17 miliardi (356 milioni di dollari) nel 2013, RM433 milioni nel 2012 e RM2,5 miliardi nel 2011. Nel primo trimestre del 2014 (gennaio-marzo), Malaysia Airlines perse RM443,4 milioni (137,4 milioni di dollari). Il secondo trimestre, il primo trimestre completo dopo la scomparsa del volo 370, registrò una perdita di RM307,04 milioni (97,6 milioni di dollari), con un aumento del 75% rispetto alle perdite del secondo trimestre del 2013. Gli analisti del settore si aspettavano che Malaysia Airlines perdesse ulteriori quote di mercato e si trovasse ad affrontare un ambiente difficile per distinguersi dai concorrenti, affrontando al contempo la sua situazione finanziaria. Le azioni della compagnia, scese fino al 20% dopo la scomparsa del volo 370, erano scese dell'80% nei cinque anni precedenti, in contrasto con un aumento del mercato azionario malese di circa l'80% nello stesso periodo.
Molti analisti e i media dissero che Malaysia Airlines avrebbe dovuto cambiare marchio e riparare la propria immagine e avrebbe avuto bisogno di assistenza governativa per tornare alla redditività. La perdita del volo 17 a luglio aggravò notevolmente i problemi finanziari di Malaysia. L'effetto combinato sulla fiducia dei consumatori della perdita del volo 370 e del volo 17 e le scarse prestazioni finanziarie della compagnia aerea portarono Khazanah Nasional, l'azionista di maggioranza (69,37%) e un braccio d'investimento statale malese, ad annunciare l'8 agosto il suo piano per acquistare il resto della compagnia aerea, rinazionalizzandola. Malaysia Airlines è stata rinazionalizzata il 1º settembre 2015.

### Malaysia

#### Prima del 2016
Gli esperti delle forze aeree sollevarono dubbi e l'opposizione malese mosse critiche sullo stato delle forze aeree e delle capacità radar della Malaysia. Molti criticarono l'incapacità della Royal Malaysian Air Force di identificare e reagire a un velivolo non identificato (poi accertato essere il volo 370) che volava nel suo spazio aereo. I militari malesi si erano accorti del velivolo non identificato solo dopo aver esaminato le registrazioni radar diverse ore dopo la scomparsa del volo. Il mancato riconoscimento e la mancata reazione al velivolo non identificato rappresentavano una violazione della sicurezza, oltre che un'occasione mancata per intercettare il volo 370 ed evitare le lunghe e costose operazioni di ricerca.
Il primo ministro malese, Najib Razak, rispose alle critiche rivolte al suo governo in un articolo pubblicato dal Wall Street Journal in cui riconosceva che erano stati commessi degli errori e affermava che il tempo avrebbe dimostrato che la Malaysia aveva fatto del suo meglio, aveva contribuito a coordinare le ricerche e avrebbe continuato a fornire supporto. Najib sottolineò poi la necessità che l'industria aeronautica non solo imparasse la lezione dell'MH370, ma che la mettesse in pratica, affermando in chiusura che "il mondo ha imparato dal volo Air France 447 ma non ha agito. Lo stesso errore non deve essere commesso di nuovo".
Il leader dell'opposizione Anwar Ibrahim criticò il governo malese per quanto riguarda la sua risposta alla scomparsa del volo 370 e la risposta dell'esercito quando il volo era tornato indietro sopra la penisola malese; chiese che una commissione internazionale si occupasse delle indagini "per salvare l'immagine e il Paese". Le autorità malesi accusarono Anwar, che venne imprigionato con accuse controverse il giorno prima della scomparsa del volo 370, di aver politicizzato la crisi. Il comandante del volo 370 era un sostenitore di Anwar e i due uomini si conoscevano.
Interrogato sul perché la Malaysia non avesse fatto decollare i caccia per intercettare il velivolo mentre attraversava la penisola malese, il Ministro dei Trasporti ad interim Hishammuddin disse che si trattava di un aereo commerciale e non era ostile: "Se non avete intenzione di abbatterlo, che senso ha mandare [un caccia] su?" Secondo l'ex pilota maggiore Ahmad Zaidi della RMAF di Butterworth, nessun pilota rimane nella base durante la notte, quindi l'aereo non avrebbe potuto essere intercettato.
La risposta alla crisi e la mancanza di trasparenza nella risposta portarono l'attenzione sullo stato dei media in Malaysia. Dopo decenni di stretto controllo sui mezzi di comunicazione, durante i quali i funzionari governativi erano abituati a passare sopra le questioni senza controllo o responsabilità, il paese venne improvvisamente spinto sotto i riflettori dei media globali e non fu in grado di adeguarsi alle richieste di trasparenza.

#### Marzo 2020
L'8 marzo 2020, sei anni dopo la scomparsa, si tennero due eventi commemorativi per celebrare l'anniversario. Le famiglie dei passeggeri dell'MH370 chiesero una nuova ricerca del volo nel tentativo di trovare una soluzione. L'ex ministro dei Trasporti malese Anthony Loke partecipò a uno degli eventi, esprimendo il proprio rammarico per non aver potuto presentare i documenti di risarcimento a livello di Gabinetto, come era nelle sue intenzioni iniziali. Le famiglie speravano che il nuovo ministro dei Trasporti Wee Ka Siong potesse accelerare le questioni di risarcimento.
Il segretario generale del Ministero dei Trasporti malese, Datuk Isham Ishak, dichiarò di aver già presentato una richiesta di incontro con il Primo Ministro (Muhyiddin Yassin) la settimana successiva, dal 15 al 22 marzo, in modo da poter presentare il documento sul risarcimento per le famiglie delle vittime dell'MH370, e che il Ministero avrebbe continuato a cercare il sostegno del nuovo governo per riprendere le ricerche dell'aereo scomparso.

### Cina
Il 24 marzo 2014, il viceministro degli Esteri cinese Xie Hangsheng reagì con scetticismo alla conclusione del governo malese secondo cui l'aereo era precipitato senza sopravvissuti, chiedendo "tutte le informazioni e le prove rilevanti sull'analisi dei dati satellitari", e affermò che il governo malese deve "portare a termine tutto il lavoro, comprese le ricerche e i soccorsi". Il giorno seguente, il presidente cinese Xi Jinping mandò un inviato speciale a Kuala Lumpur per consultarsi con il governo malese sull'aereo scomparso.

### I parenti dei passeggeri
Nei giorni successivi alla scomparsa del volo 370, i parenti delle persone a bordo divennero sempre più frustrati per la mancanza di notizie. Il 25 marzo 2014, circa duecento familiari dei passeggeri cinesi protestarono davanti all'ambasciata malese a Pechino. I parenti arrivati a Kuala Lumpur dopo l'annuncio continuarono la loro protesta, accusando la Malaysia di nascondere la verità e di ospitare un assassino. Chiesero inoltre le scuse del governo malese per la scarsa gestione iniziale del disastro e per la conclusione "prematura" della perdita totale, tratta senza alcuna prova fisica. Un articolo pubblicato dal China Daily, media di Stato, affermò che la Malaysia non era del tutto da biasimare per la sua cattiva gestione di una crisi così "bizzarra" e "senza precedenti", e fece appello ai parenti cinesi affinché non permettessero alle emozioni di prevalere sull'evidenza e sulla razionalità.
L'ambasciatore cinese in Malaysia difese la risposta del governo malese, affermando che le "opinioni radicali e irresponsabili [dei parenti] non rappresentano il punto di vista del popolo cinese e del governo cinese". L'ambasciatore criticò aspramente i media occidentali per aver "pubblicato notizie false, alimentato il conflitto e persino diffuso voci" a danno dei parenti e delle relazioni sino-malesi. D'altro canto, un funzionario del Dipartimento della Difesa degli Stati Uniti criticò la Cina per aver fornito indizi apparentemente falsi che avevano sminuito lo sforzo di ricerca e fatto perdere tempo e risorse.
Nel luglio 2019, i familiari di alcune vittime del volo MH370 con sede a Pechino ricevettero dalla Malaysia Airlines l'avviso che a partire da luglio 2019 la MAS avrebbe interrotto le sessioni di discussione "Meet the Families" a Pechino, in Cina. Questo dopo che si erano svolte circa 50 sessioni.

### L'industria del trasporto aereo
Il fatto che un aereo moderno possa scomparire in un mondo connesso digitalmente è stato accolto con sorpresa e incredulità dall'opinione pubblica. Mentre i cambiamenti nel settore dell'aviazione spesso richiedono anni per essere attuati, le compagnie aeree e le autorità del trasporto aereo hanno risposto rapidamente adottando diverse misure per ridurre la probabilità di un incidente simile.

#### Il tracciamento degli aerei
L'International Air Transport Association (IATA), un'organizzazione commerciale del settore che rappresenta più di 240 compagnie aeree (che rappresentano l'84% del traffico aereo globale), e l'ICAO iniziarono a lavorare all'implementazione di nuove misure per tracciare gli aeromobili in volo in tempo reale. La IATA creò una task force (che comprendeva diverse parti interessate esterne) per definire una serie minima di requisiti che qualsiasi sistema di tracciamento deve soddisfare, consentendo alle compagnie aeree di decidere la soluzione migliore per tracciare i loro aeromobili. La task force della IATA prevedeva di proporre diverse soluzioni a breve, medio e lungo termine per garantire che le informazioni siano fornite in modo tempestivo per supportare le attività di ricerca, salvataggio e recupero in seguito a un incidente aereo. La task force avrebbe dovuto presentare un rapporto all'ICAO il 30 settembre 2014, ma in quella data annunciò che il rapporto sarebbe stato ritardato, citando la necessità di ulteriori chiarimenti su alcune questioni. Nel dicembre 2014, la task force IATA raccomandò che, entro 12 mesi, le compagnie aeree tracciassero gli aeromobili commerciali in intervalli non superiori a 15 minuti. La IATA stessa non appoggiò la scadenza, ritenendo che non potesse essere rispettata da tutte le compagnie aeree, ma lo standard proposto ottenne il sostegno dell'ICAO. Sebbene l'ICAO possa stabilire degli standard, non ha autorità legale e tali standard devono essere adottati dagli Stati membri.
Nel 2016, l'ICAO ha adottato uno standard che prevedeva che, entro novembre 2018, tutti gli aeromobili che sorvolavano l'oceano aperto comunicassero la loro posizione ogni 15 minuti. A marzo, l'ICAO ha approvato un emendamento alla Convenzione di Chicago che prevede che i nuovi aeromobili prodotti dopo il 1º gennaio 2021 siano dotati di dispositivi di localizzazione autonomi in grado di inviare informazioni sulla posizione almeno una volta al minuto in circostanze di emergenza.
Nel maggio 2014, Inmarsat ha dichiarato che avrebbe offerto il suo servizio di localizzazione gratuitamente a tutti gli aeromobili dotati di una connessione satellitare Inmarsat (che comprende la stragrande maggioranza degli aerei di linea). Inmarsat ha anche modificato il periodo di tempo per gli handshake con i suoi terminali da un'ora a 15 minuti.

#### I transponder
Dopo gli attacchi terroristici dell'11 settembre 2001 era stata avanzata la richiesta di transponder automatizzati; non vennero apportate modifiche perché gli esperti preferivano un controllo flessibile, in caso di malfunzionamenti o emergenze di tipo elettrico. All'indomani della scomparsa del volo 370, l'industria del trasporto aereo era ancora restia all'installazione di transponder automatizzati, che avrebbero probabilmente comportato costi significativi. Anche i piloti criticarono questo tipo di modifiche, insistendo sulla necessità di togliere l'alimentazione alle apparecchiature in caso di incendio. Ciononostante, si stavano valutando nuovi tipi di interruttori a prova di manomissione.

#### Le scatole nere

Il rilevamento del segnale acustico degli ULB deve essere effettuato al di sotto del termoclino ed entro una portata massima, in condizioni nominali, di 2.000-3.000 m (6.600-9.800 ft). Con una durata delle batterie degli ULB di 30-40 giorni, la ricerca degli importanti registratori di volo è molto difficile senza coordinate precise del punto in cui l'aereo è entrato in acqua.

L'intensa e urgente ricerca dei registratori di volo all'inizio di aprile 2014, a causa della durata della batteria di 30 giorni dei localizzatori subacquei (ULB) (o "pinger") ad essi collegati, richiamò l'attenzione sui loro limiti intrinseci. La distanza massima dagli ULB alla quale il segnale può essere rilevato è normalmente di 6 600 piedi (2 000 m)-9 800 piedi (3 000 m), o 14 800 piedi (4 500 m) in condizioni favorevoli. Anche se i registratori di volo sono localizzati, la memoria del registratore vocale della cabina di pilotaggio ha la capacità di memorizzare solo due ore di dati, sovrascrivendo continuamente i dati più vecchi. Questa capacità di memorizzazione è conforme alle normative, che tengono conto del fatto che di solito solo le registrazioni dei dati dell'ultimo tratto del volo sono necessarie per determinare la causa di un incidente. Tuttavia, gli eventi che hanno portato il volo 370 a deviare dalla sua rotta, prima di scomparire, si sono verificati più di due ore prima della fine del volo. Date queste carenze e l'importanza dei dati memorizzati nei registratori di volo, il volo 370 ha portato all'attenzione nuove tecnologie che consentano lo streaming dei dati a terra.
La richiesta di aumentare la durata delle batterie degli ULB era stata formulata in seguito all'insuccesso della ricerca iniziale nel 2009 dei registratori di volo del volo Air France 447, che sono stati ritrovati solo nel 2011. Nella relazione finale della commissione d'inchiesta sulla perdita del volo South African Airways 295 nell'Oceano Indiano nel 1987 era stata inclusa una raccomandazione formale che prevedeva l'aggiornamento del design dell'ULB per offrire una maggiore durata della batteria o per rendere i registratori eiettabili, ma solo nel 2014 l'ICAO ha formulato una raccomandazione in tal senso, la cui attuazione era prevista entro il 2018. L'Agenzia europea per la sicurezza aerea (EASA) emanò nuovi regolamenti che prevedevano l'aumento del tempo di trasmissione degli ULB montati sui registratori di volo degli aeromobili da 30 a 90 giorni, da attuarsi entro il 1º gennaio 2020. L'agenzia ha inoltre proposto di dotare gli aeromobili che sorvolano gli oceani di un nuovo segnalatore di localizzazione subacquea con un raggio di trasmissione maggiore. Nel giugno 2015, Dukane, un produttore di segnalatori di localizzazione subacquea, iniziò a vendere segnalatori con una durata della batteria di 90 giorni.
Nel marzo 2016, l'ICAO ha adottato diversi emendamenti alla Convenzione di Chicago per affrontare le questioni sollevate dalla scomparsa del volo 370. Questi emendamenti riguardano gli aeromobili prodotti dopo il 2020 e richiedono che i registratori vocali delle cabine di pilotaggio registrino almeno 25 ore di dati, per garantire la registrazione di tutte le fasi del volo. I progetti di aeromobili approvati dopo il 2020 devono incorporare un mezzo per recuperare i registratori di volo, o le informazioni in essi contenute, prima che i registratori affondino sotto l'acqua. Questa disposizione è basata sulle prestazioni e può essere realizzata con tecniche diverse, come lo streaming dei dati dei registratori di volo da un aeromobile incidentato o l'utilizzo di registratori di volo che si espellono dall'aeromobile e galleggiano sulla superficie dell'acqua. Le nuove norme non richiedono modifiche agli aeromobili esistenti.

#### Raccomandazioni di sicurezza
Nel gennaio 2015, il National Transportation Safety Board (NTSB) statunitense ha citato il volo 370 e il volo Air France 447 quando ha emesso otto raccomandazioni di sicurezza relative alla localizzazione di relitti di aeromobili in luoghi remoti o subacquei, e ha ripetuto le raccomandazioni per un registratore di immagini della cabina di pilotaggio e per registratori di volo e transponder resistenti alle manomissioni.

## Nella cultura di massa
La scomparsa del volo 370 della Malaysia Airlines è stata descritta come "uno dei più grandi misteri della storia dell'aviazione moderna".
Sono stati prodotti diversi documentari sul volo. Il 6 aprile 2014, lo Smithsonian Channel ne ha trasmesso uno di un'ora, intitolato Malaysia 370: The Plane That Vanished, e anche Discovery Channel ha fatto lo stesso il 16 aprile 2014, Flight 370: The Missing Links.
Il 17 giugno 2014 è stato trasmesso su BBC Two un episodio della serie televisiva di documentari Horizon, intitolato "Where Is Flight MH370?". Il programma, narrato da Amanda Drew, documenta le modalità di scomparsa dell'aereo, ciò che gli esperti ritengono sia accaduto e lo svolgimento delle ricerche. Il programma esamina anche le nuove tecnologie, come lo streaming dei registratori di volo e la sorveglianza automatica dipendente, trasmissione (ADS-B), che avrebbe potuto aiutare a prevenire sparizioni simili in futuro. Il programma si conclude osservando che l'Ocean Shield aveva trascorso due mesi a cercare in 850 km² di oceano, ma che aveva cercato molto più a nord dell'hotspot Inmarsat sull'arco finale, a circa 28 gradi sud, dove era più probabile che l'aereo fosse precipitato. L'8 ottobre 2014, una versione modificata del programma Horizon è stata trasmessa negli Stati Uniti dalla PBS come episodio di NOVA, intitolato "Why Planes Vanish", con un narratore diverso.
La serie televisiva di documentari sui disastri aerei Indagini ad alta quota ha prodotto un episodio sul disastro, intitolato "What Happened to Malaysian 370?". L'episodio è andato in onda nel Regno Unito l'8 marzo 2015, primo anniversario della scomparsa del volo 370. Nell'agosto 2018, la serie televisiva Drain the Oceans, in onda sul canale National Geographic, ha messo in luce il disastro, i metodi utilizzati nelle ricerche e le potenziali scoperte.
Panoply ha realizzato un podcast basato sulla scomparsa dell'MH370, intitolato "Passenger List". Kelly Marie Tran ha interpretato il personaggio principale.
Jeff Rake, creatore della serie tv Manifest della NBC, ha dichiarato che dopo aver proposto la sua idea per lo show senza alcun successo, la scomparsa dell'MH370 aveva portato all'improvviso interesse della rete televisiva.
La prima opera di narrativa sull'incidente è stata MH370: A Novella, dell'autore neozelandese Scott Maka.
Nel 2022 è stata realizzata una serie di documentari in tre parti, intitolata MH370: The Lost Flight.
In occasione del nono anniversario della scomparsa del volo, l'8 marzo 2023, una docuserie in tre parti, MH370: The Plane That Disappeared (in italiano: Volo MH370: l'aereo sparito nel nulla) è stata trasmessa in anteprima su Netflix.
Nel 2023, il comico americano Jocelyn Chia è stato indagato dalla polizia malese per violazione delle leggi malesi relative all'incitamento e ai contenuti offensivi online, dopo aver fatto una battuta sul volo al Comedy Cellar di New York. Il capo della polizia malese, Acryl Sani Abdullah Sani, ha dichiarato che sarà presentata una richiesta all'Interpol per trovare "l'identità completa" e "l'ultima posizione" di Chia. Un video della sua esibizione è stato rimosso da TikTok per aver violato le linee guida sull'incitamento all'odio della piattaforma. L'ambasciatore di Singapore in Malesia ha dichiarato che Chia (cresciuta a Singapore) non parlava a nome dei singaporiani. Vivian Balakrishnan, ministro degli Esteri di Singapore, ha definito la battuta di Chia "orrenda". Chia ha difeso la battuta, affermando che era stata "estrapolata dal contesto" e che in precedenza era stata eseguita più di 100 volte senza lamentele.